# 브루클린교
브루클린교는 뉴욕시에 있는 케이블 지지 현수교로, 맨해튼과 브루클린 자치구 사이의 이스트강을 가로지른다. 1883년 5월 24일에 개통된 브루클린교는 이스트강에 놓인 최초의 영구적인 다리였다. 개통 당시에는 주경간이 1,595.5 피트 (486.3 m)에 달했고, 상판이 평균만조수위에서 127 ft (38.7 m) 높이에 있어 세계에서 가장 긴 현수교였다. 처음에는 뉴욕 및 브루클린교 또는 이스트강교라고 불렸으나, 1915년에 공식적으로 브루클린교로 이름이 변경되었다.
맨해튼과 브루클린을 연결하는 다리 건설 제안은 19세기 초부터 시작되었으며, 이 계획은 현재의 브루클린교로 발전하게 되었다. 설계는 존 로블링이 맡았고, 그의 아들인 수석 엔지니어 워싱턴 로블링이 추가 설계 작업을 수행했으며, 워싱턴의 아내 에밀리 워런 로블링이 이를 도왔다. 1870년에 공사가 시작되었으며, 태머니 홀 정치 조직이 통제하는 뉴욕 브리지 회사가 감독했다. 수많은 논란과 새로운 설계로 인해 프로젝트는 13년 이상 길어졌다. 개통 후 브루클린교는 여러 차례 재구성되었고, 1950년까지 마차와 고가철도 노선을 운행했다. 증가하는 교통량을 완화하기 위해 이스트강을 가로지르는 추가 다리와 터널이 건설되었다. 점진적인 노후화로 인해 브루클린교는 1950년대, 1980년대, 2010년대에 걸쳐 여러 차례 보수되었다.
브루클린교는 맨해튼섬과 롱아일랜드를 직접 연결하는 네 개의 차량용 다리 중 가장 남쪽에 위치하며, 북쪽에는 맨해튼교, 윌리엄스버그 다리, 그리고 퀸즈버러교가 있다. 승용차와 보행자 및 자전거만 통행이 허용된다. 개통 이래 주요 관광 명소였던 브루클린교는 뉴욕시의 상징이 되었다. 수년 동안 다리 위에서 스턴트와 공연, 그리고 여러 범죄, 공격 및 기물 파손 행위가 발생했다. 브루클린교는 미국 국립역사기념물, 뉴욕시 랜드마크, 그리고 국립 역사 토목 공학 랜드마크로 지정되어 있다.

## 설명
초기 강철 와이어 현수교의 대표적인 예시인 브루클린교는 케이블 지지교와 현수교의 요소를 결합한 하이브리드 디자인을 사용하며, 수직 및 대각선 현수 케이블을 모두 사용한다. 돌로 된 탑은 특징적인 첨두 아치를 가진 신고딕 양식이다. 교량을 관리하는 뉴욕 교통국(NYCDOT)은 원래의 도색은 "브루클린교 탄"과 "실버"였다고 하지만, 다른 기록에서는 원래 완전히 "롤린스 레드"였다고 한다.

### 교량 상판

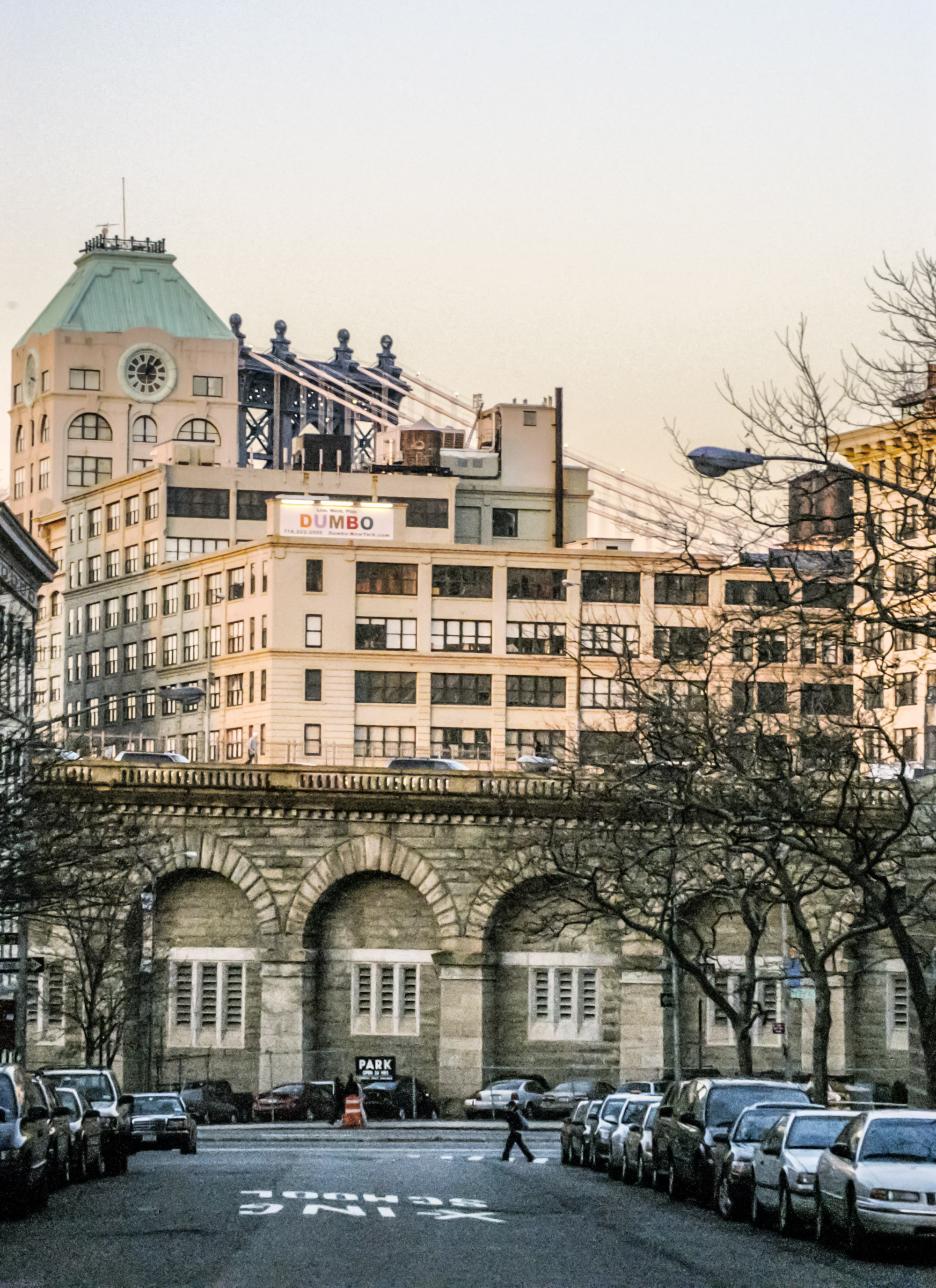
브루클린에서 바라본 브루클린교 진입 램프, 배경에는 맨해튼교가 일부 건물에 가려져 보인다.

이스트강의 선박 통행에 충분한 간격을 제공하기 위해, 브루클린교는 양쪽 기슭의 낮은 지대에서 다리를 높이기 위한 긴 진입 고가교를 포함한다. 진입로를 포함한 브루클린교의 총 길이는 맨해튼의 파크 로와 브루클린의 샌즈 거리의 연석 사이를 기준으로 총 6,016 피트 (1,834 m)이다. 때때로 5,989 피트 (1,825 m)의 별도 측정값이 주어지는데, 이는 맨해튼의 센터 스트리트 연석에서 측정한 거리이다.

#### 현수경간
두 현수탑 사이의 주경간은 길이 1,595.5 피트 (486.3 m)이고 폭은 85 피트 (26 m)이다. 다리는 "온도 변화에 따라 14인치에서 16인치까지 늘어나거나 줄어든다." 항해용 높이는 평균만조수위 (MHW) 위로 127 ft (38.7 m)이다. 1909년 『엔지니어링 매거진』 기사에 따르면, 주경간 중앙의 MHW 위 높이는 온도와 교통량으로 인해 9 피트 (2.7 m) 이상 변동할 수 있으며, 더 견고한 경간은 최대 처짐이 더 낮다고 한다.
각 현수탑과 양쪽의 현수 앵커리지 사이의 측경간은 길이 930 피트 (280 m)이다. 건설 당시 엔지니어들은 아직 교량 건설의 공기역학을 발견하지 못했으며, 교량 설계는 풍동에서 시험되지 않았다. 존 로블링은 브루클린교의 트러스 시스템을 필요하다고 생각하는 것보다 6~8배 더 강하게 설계했다. 따라서 상판을 지지하는 개방형 트러스 구조는 본질적으로 공기역학적 문제가 적다. 그러나 초기 건설에서 공급업체가 품질이 낮은 와이어로 사기를 치는 바람에, 다리는 당시 필요한 강도의 4배에 불과하다고 재평가되었다.
주경간과 측경간은 도로와 평행하게 달리는 트러스를 포함하는 구조물에 의해 지지되며, 각 트러스의 깊이는 33 피트 (10 m)이다. 원래는 6개의 트러스가 있었으나, 1940년대 후반의 보수 공사 중에 2개가 제거되었다. 트러스는 브루클린교가 총 18,700미국톤(17,000미터톤)의 하중을 지탱할 수 있게 하며, 이는 원래 더 무거운 고가 열차를 운행할 때의 설계 고려 사항이었다. 이 트러스는 네 개의 주 케이블에서 아래로 늘어진 현수 케이블에 의해 지지된다. 상판 위로는 트러스 사이에 가로보가 놓여 있고, 각 차도 외부와 내부에는 대각선 및 수직 보강 보가 설치되어 있다.
보행자 전용 고가 산책로는 두 차선 사이에 위치하며 그보다 18 피트 (5.5 m) 높은 곳에 있다. 일반적으로 가로보 높이보다 4 피트 (1.2 m) 낮은 곳에 위치하지만, 각 탑 주변에서는 산책로가 가로보 높이 바로 위로 올라가 두 차선을 약간 넘어 돌출된 발코니와 연결된다. 길은 일반적으로 폭이 10 to 17 피트 (3.0 to 5.2 m)이다. 철제 난간은 유나이티드 스테이츠 캐피톨 돔과 센트럴 파크의 보우 브리지를 만든 브롱크스의 철강 주조 회사인 제인스 & 커틀랜드(Janes & Kirtland)에서 제작했다.

#### 접근로
각 측경간은 접근 램프에 의해 연결된다. 브루클린 쪽의 971-피트 (296 m) 길이의 접근 램프는 맨해튼 쪽의 1,567-피트 (478 m) 길이의 접근 램프보다 짧다. 이 접근로는 석조로 된 르네상스 양식의 아치에 의해 지지된다. 아치 개구부는 벽돌 벽으로 채워져 있었고, 그 안에 작은 창문이 있었다. 접근 램프에는 맨해튼과 브루클린의 샛길을 가로지르는 9개의 아치 또는 철제 형교가 포함되어 있다.

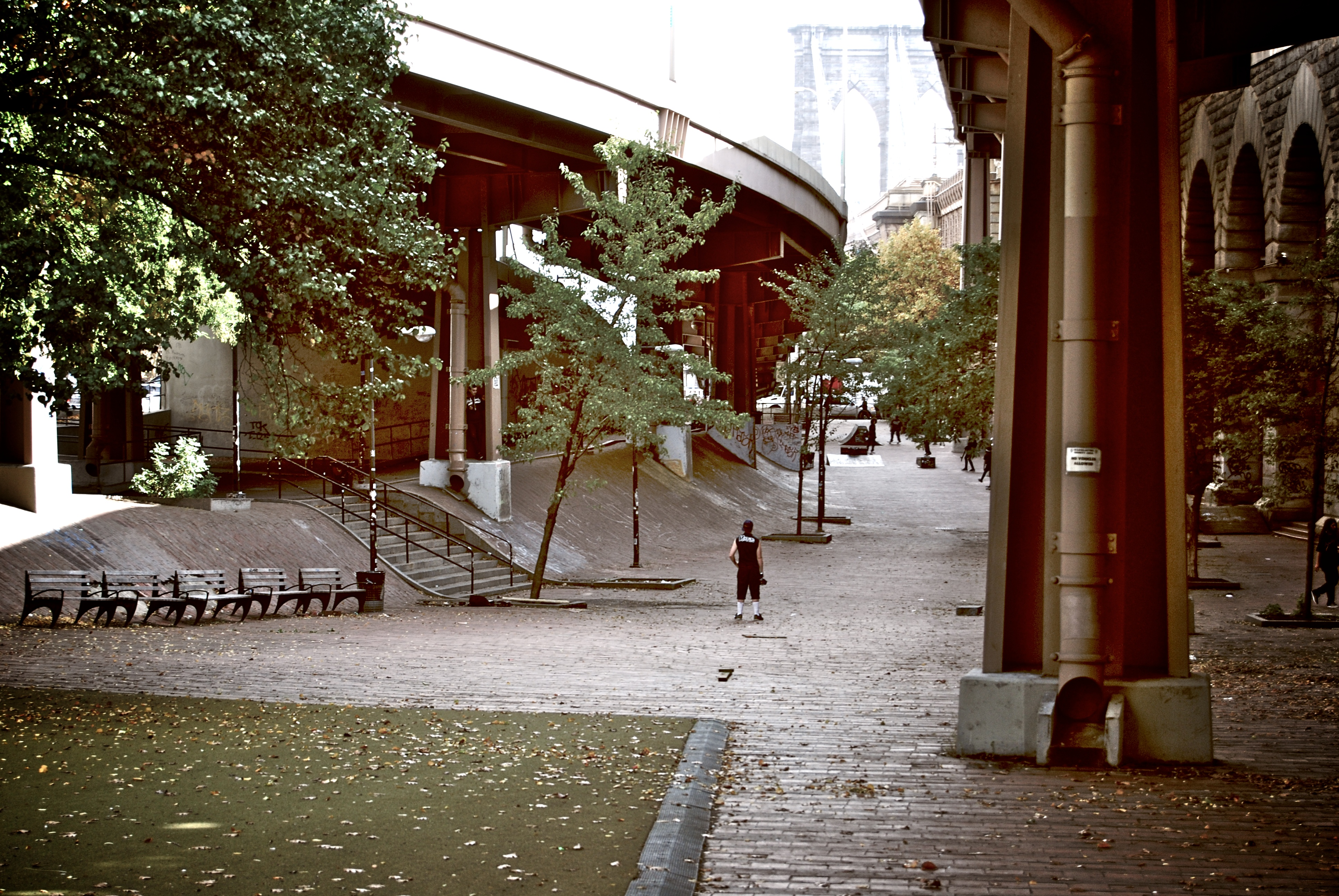
2009년에 촬영된 브루클린 뱅크스 스케이트 공원

맨해튼 접근로 아래에는 1980년대 후반에 스케이트 공원인 브루클린 뱅크스로 개발된 일련의 벽돌 경사 또는 "뱅크"가 있다. 이 공원은 접근로의 지지대인 기둥을 장애물로 사용한다. 2010년대 중반, 브루클린 뱅크스는 다리 보수 공사 동안 자재 보관 장소로 사용되면서 일반에 폐쇄되었다. 스케이트보드 커뮤니티는 여러 차례 뱅크스를 보존하려고 시도했으며, 2000년대에 시가 더 작은 뱅크스를 철거한 후에는 더 큰 뱅크스를 스케이트보드를 위해 보존하기로 합의했다. 2020년 NYCDOT이 뱅크스에서 벽돌을 제거하자, 스케이트보더들은 전자청원을 시작했다. 2020년대에는 지역 주민 로사 장(Rosa Chang)이 맨해튼 접근로 아래의 9-에이커 (3.6 ha) 공간을 고담 공원(Gotham Park)이라는 레크리에이션 공간으로 전환할 것을 주장했다. 맨해튼 접근로 아래 공간 중 일부는 2023년 5월 아치스(The Arches)라는 공원으로 재개장했으며, 이어서 2024년 11월에는 또 다른 15,000-제곱피트 (1,400 m2) 규모의 공원이 개장했다.

### 케이블

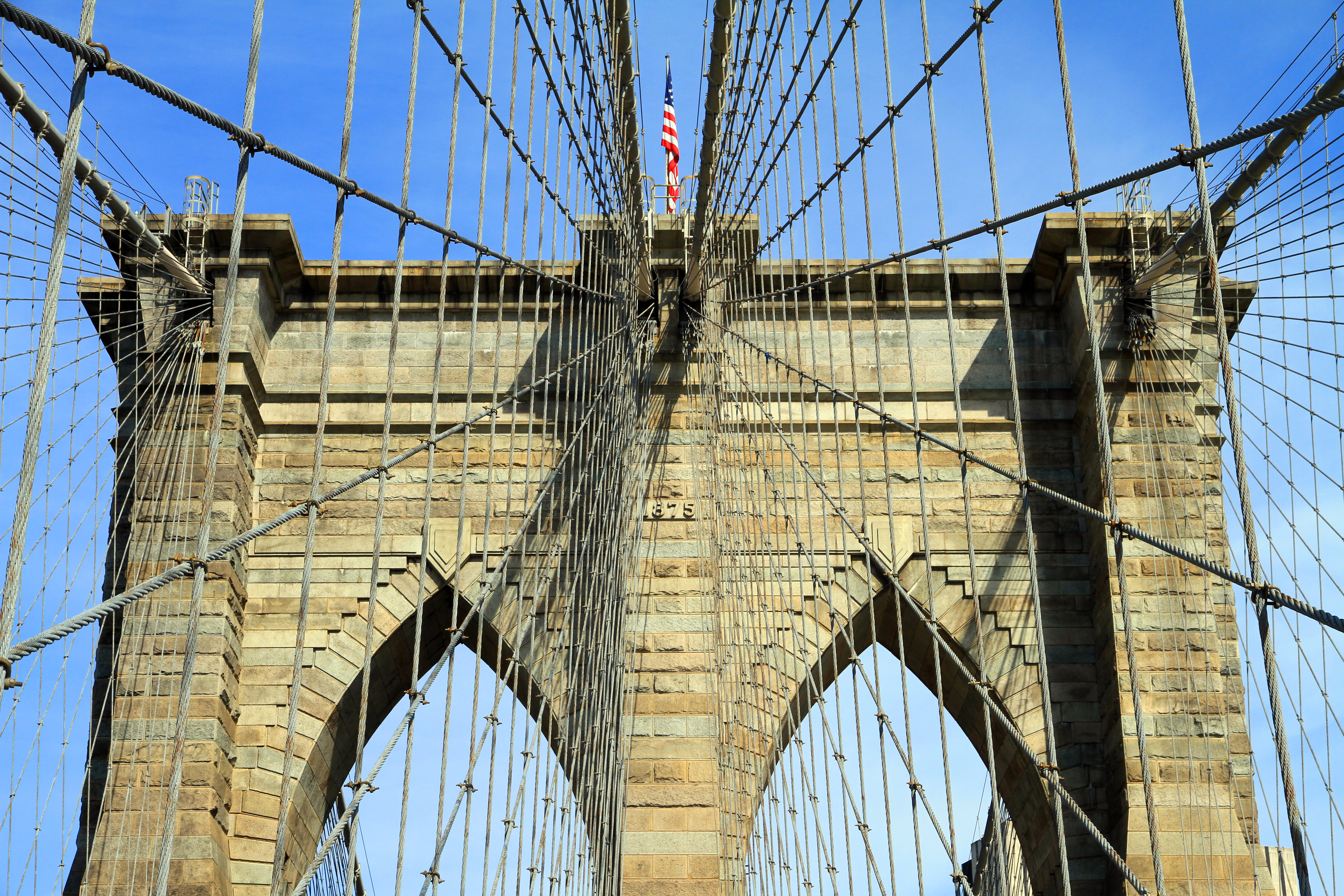
아래에서 바라본 대각선 스테이와 수직 현수 케이블. 주 케이블은 상단에 놓여 있다.

브루클린교에는 네 개의 주 케이블이 있으며, 이 케이블은 현수탑 상단에서 내려와 상판을 지지한다. 두 개는 다리의 차도 외부에, 두 개는 차도 중앙에 위치한다. 각 주 케이블은 직경이 15.75 인치 (40.0 cm)이고, 원통형으로 촘촘하게 감긴 5,282개의 평행한 아연 도금 강철 와이어로 구성되어 있다. 이 와이어들은 19개의 개별 가닥으로 묶여 있으며, 각 가닥에는 278개의 와이어가 있다. 이는 현수교에서 번들링을 사용한 최초의 사례였으며, 작업자들이 묶는 데 몇 달이 걸렸다. 2000년대 이후 주 케이블은 또한 "목걸이 조명"이라고 불리는 24와트 LED 조명 기구도 지지하고 있다.
또한, 1,088개, 1,096개, 또는 1,520개의 아연 도금 강철 와이어 현수 케이블이 주 케이블에서 아래로 늘어져 있다. 추가로 400개의 케이블 스테이는 타워에서 대각선으로 뻗어 있다. 수직 현수 케이블과 대각선 케이블 스테이는 교량 상판 주변의 트러스 구조를 지지한다. 교량의 현수 케이블은 원래 와이어 로프를 사용했으나, 1980년대에 베슬리헴 스틸에서 만든 아연 도금 강철로 교체되었다. 수직 현수 케이블은 길이가 8 to 130 피트 (2.4 to 39.6 m)이고, 대각선 스테이는 길이가 138 to 449 피트 (42 to 137 m)이다.

#### 앵커리지
다리의 각 측면에는 주 케이블을 위한 앵커리지가 있다. 앵커리지는 해안에서 약간 내륙에 위치한 사다리꼴 모양의 석회암 구조물로, 바닥은 129 by 119 피트 (39 by 36 m)이고 상단은 117 by 104 피트 (36 by 32 m)이다. 각 앵커리지의 무게는 60,000 쇼트톤 (54,000 롱톤; 54,000 t)이다. 맨해튼 앵커리지는 기반암 위에 놓여 있는 반면, 브루클린 앵커리지는 점토 위에 놓여 있다.
양쪽 앵커리지에는 주 케이블마다 4개의 앵커 플레이트가 있으며, 이들은 지면과 평행하게 지면 근처에 위치한다. 앵커 플레이트는 16 by 17.5 피트 (4.9 by 5.3 m) 크기에 두께는 2.5 피트 (0.76 m)이며, 각각 46,000 파운드 (21,000 kg)의 무게가 나간다. 각 앵커 플레이트는 9개의 아이바 두 세트로 해당 주 케이블에 연결되어 있으며, 각 아이바는 길이가 약 12.5 피트 (3.8 m)이고 두께는 최대 9 by 3 인치 (229 by 76 mm)이다. 아이바 사슬은 케이블에서 앵커 플레이트 쪽으로 아래로 휘어지며, 아이바의 크기는 위치에 따라 다르다.
앵커리지에는 또한 수많은 통로와 구획이 있다. 1876년부터, 다리 유지 보수 자금을 조달하기 위해 뉴욕시 정부는 다리 맨해튼 앵커리지 아래의 넓은 지하 저장고를 임대 가능하게 했으며, 20세기 초에는 지속적으로 사용되었다. 이 저장고들은 공기 순환 부족으로 일정한 60 °F (16 °C) 온도가 유지되어 와인을 보관하는 데 사용되었다. 맨해튼 저장고는 입구 근처에 성모 마리아 성지가 있어 "블루 그로토"라고 불렸다. 이 저장고들은 제1차 세계 대전과 금주법 시대 동안 1910년대 후반과 1920년대에 일반 사용이 폐쇄되었지만, 이후 다시 개방되었다. 뉴욕 잡지가 1978년에 이 저장고 중 하나를 방문했을 때, 벽에 "와인, 여성, 노래를 사랑하지 않는 자는 평생 바보로 남을 것이다"라는 흐릿한 비문을 발견했다. 1980년대 후반과 1990년대 초에는 저장고 공간 내에서 누수가 발견되어 보수 공사가 필요했다. 1990년대 후반에는 이 저장고들이 유지 보수 장비 보관용으로 사용되었다.

### 탑

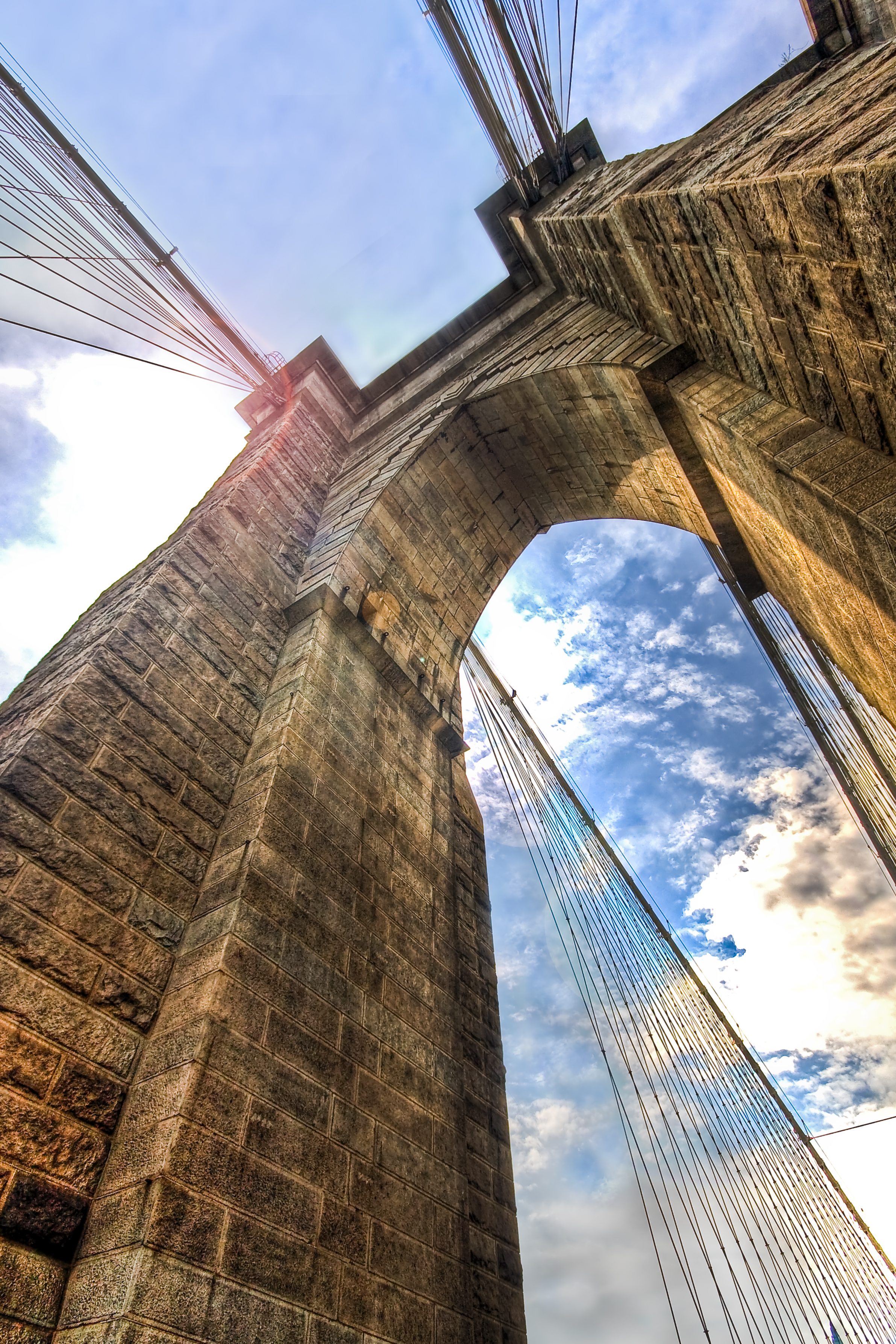
교량의 고딕 복고양식 현수탑의 특징적인 뾰족한 아치

다리의 두 현수탑은 높이 278 피트 (85 m)이며, 고수위선에서 140 by 59 피트 (43 by 18 m)의 발자국을 가진다. 이들은 석회암, 화강암, 그리고 로젠데일 시멘트로 지어졌다. 석회암은 리거니어 포인트 역사 지구의 클라크 채석장(Clark Quarry)에서 채석되었다. 화강암 블록은 보드웰 화강암 회사(Bodwell Granite Company)와의 계약 하에 바이널헤이븐에서 채석되고 가공되었으며, 스쿠너를 통해 메인에서 뉴욕으로 운반되었다. 맨해튼 탑에는 46,945 세제곱야드 (35,892 m3)의 석조물이 사용되었고, 브루클린 탑에는 38,214 세제곱야드 (29,217 m3)의 석조물이 사용되었다. 탑에는 56개의 LED 램프가 설치되어 있다.
각 탑에는 고딕 복고양식의 뾰족한 아치가 한 쌍씩 있어 그 사이로 도로가 지나간다. 아치 개구부는 높이 117 피트 (36 m)이고 폭은 33.75 피트 (10.29 m)이다. 탑의 꼭대기는 각 아치 개구부 바닥에서 159 피트 (48 m) 위에 위치하며, 개구부 바닥은 평균 수위에서 119.25 피트 (36.35 m) 위에 있어, 탑의 총 높이는 평균 고수위에서 278.25 피트 (84.81 m)이다.

#### 케이슨
탑은 남부 황색 소나무로 만들어지고 시멘트로 채워진 수중 케이슨 위에 놓여 있다. 양쪽 케이슨 안에는 건설 노동자들을 위한 공간이 있었다. 맨해튼 쪽 케이슨은 약간 더 커서 172 by 102 피트 (52 by 31 m) 크기이며 고수위 아래 78.5 피트 (23.9 m)에 위치하는 반면, 브루클린 쪽 케이슨은 168 by 102 피트 (51 by 31 m) 크기이며 고수위 아래 44.5 피트 (13.6 m)에 위치한다. 케이슨은 완전히 건설되었을 때 5 쇼트톤 매 제곱피트 (49 t/m2)의 압력을 가할 탑의 무게를 최소한 지탱하도록 설계되었지만, 안전을 위해 과잉 설계되었다. 브루클린 쪽에서 공기압이 손실되어 부분적으로 건설된 탑이 완전히 떨어지는 사고가 발생했을 때, 케이슨은 경미한 손상만으로도 23 쇼트톤 매 제곱피트 (220 t/m2)의 추정 압력을 견뎌냈다. 케이슨을 포함한 다리 건설에 사용된 대부분의 목재는 세인트 시몬스섬의 가스코인 블러프(Gascoigne Bluff)에 있는 제재소에서 왔다.
가장 먼저 건설된 브루클린 쪽 케이슨은 원래 높이가 9.5 피트 (2.9 m)였고, 지붕은 5겹의 목재로 구성되어 각 겹의 높이가 1 피트 (0.30 m)였다. 나중에 지붕 위에 목재를 10겹 더 추가했으며, 전체 케이슨은 침수 방지를 위해 주석과 나무로 감싸졌다. 케이슨 측면의 두께는 바닥과 상단 모두에서 8 피트 (2.4 m)였다. 케이슨에는 6개의 방이 있었는데, 준설, 보급 샤프트, 에어록에 각각 두 개씩이었다.
맨해튼 쪽 케이슨은 더 깊은 곳에 설치해야 했기 때문에 약간 달랐다. 그 깊이에서 증가하는 공기압으로부터 보호하기 위해 맨해튼 케이슨은 지붕에 브루클린 케이슨보다 7겹 많은 22겹의 목재를 사용했다. 맨해튼 케이슨에는 또한 모래 제거를 위한 4-인치-diameter (10 cm) 파이프 50개, 방화 철판 내부, 그리고 다른 에어록 및 통신 시스템이 있었다.

## 역사

### 계획

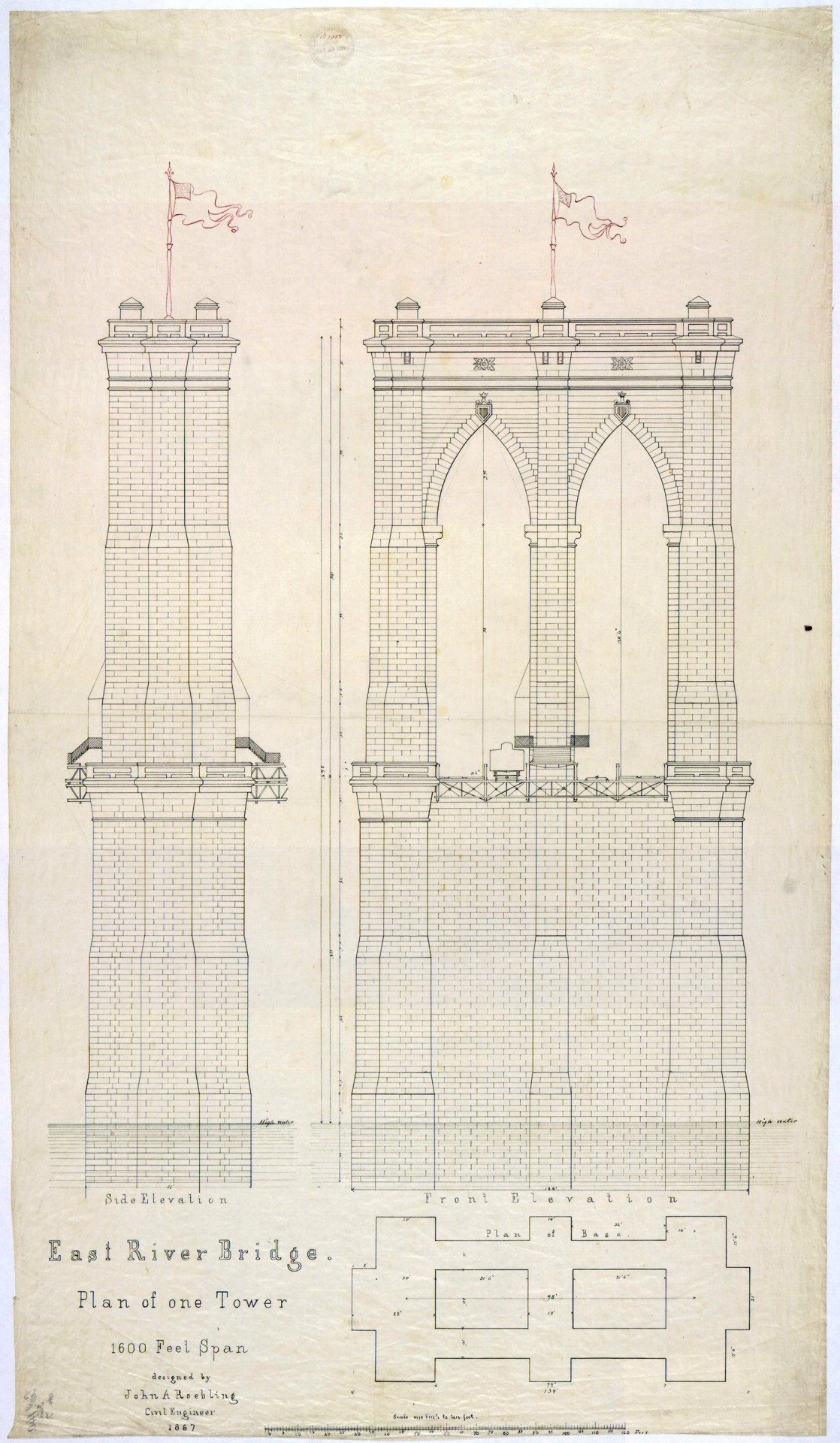
1867년 브루클린교 탑 초기 계획

당시 분리되어 있던 브루클린과 뉴욕 시를 연결하는 다리 건설 제안은 1800년대 초부터 제기되었다. 당시 두 도시 간의 유일한 교통수단은 수많은 연락선 노선이었다. 엔지니어들은 체인 또는 연결교와 같은 다양한 설계를 제시했지만, 매우 번잡한 이스트강을 가로지르는 충분히 높은 고정 경간 다리를 건설하는 어려움 때문에 결코 지어지지 않았다. 이스트강 아래로 터널을 건설하자는 제안도 있었지만, 이는 너무 비싸다고 여겨졌다. 독일 이민자 엔지니어 존 로블링은 1857년에 이스트강 위에 현수교를 건설할 것을 제안했다. 그는 이전에 로블링 델라웨어 수도교와 나이아가라 현수교와 같은 더 짧은 현수교를 설계하고 건설한 경험이 있었다. 1867년, 로블링은 신시내티와 커빙턴 사이의 오하이오강 위에 존 A. 로블링 현수교를 건설했다.
1867년 2월, 뉴욕주 상원은 브루클린에서 맨해튼으로 현수교 건설을 허용하는 법안을 통과시켰다. 두 달 후, 뉴욕 및 브루클린 브리지 회사(New York and Brooklyn Bridge Company)가 이사회(나중에 이사원회로 전환)와 함께 설립되었다. 총 20명의 이사원 중 뉴욕과 브루클린 시장이 각각 8명씩 임명했으며, 각 도시의 시장과 브루클린의 감사관 및 회계 책임자도 포함되었다. 이 회사는 당시 뉴욕 및 브루클린교로 알려진 다리 건설을 담당했다. 또는 이 경간은 단순히 "브루클린교"라고 불렸는데, 이 이름은 1867년 1월 25일 브루클린 데일리 이글에 보내진 독자 투고에서 유래했다. 1867년 4월 16일 법률이 된 법인 설립 법안은 뉴욕시(현재의 맨해튼)와 브루클린이 다리 건설 자금을 조달하기 위해 5백만 달러의 주식을 인수할 수 있도록 승인했다.

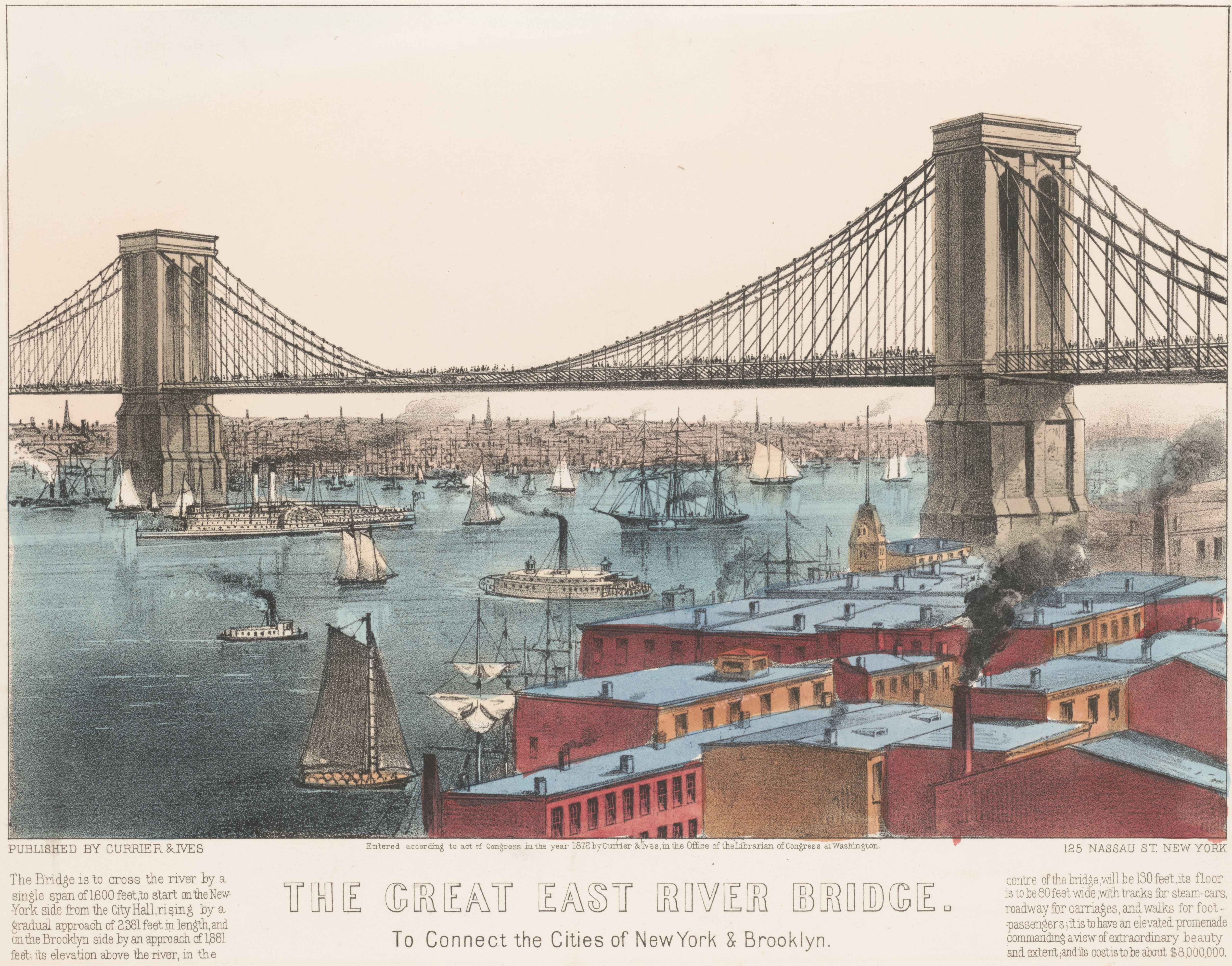
1872년 커리어와 아이브스가 그린 다리 건설 중 예술적 구상

로블링은 이후 공사의 수석 엔지니어로 임명되었고, 1867년 9월까지 마스터 플랜을 제시했다. 계획에 따르면 이 다리는 이전에 건설된 어떤 현수교보다도 길고 높을 것이었다. 이 다리에는 도로와 고가철도 노선이 포함될 예정이었으며, 통행료와 운임은 다리 건설 비용을 충당하는 데 사용될 것이었다. 또한 여가 산책로 역할을 하는 높은 산책로도 포함될 것이었다. 이 제안은 양 도시에서 큰 찬사를 받았으며, 주민들은 뉴욕 및 브루클린교의 개통이 수에즈 운하, 최초의 대서양 횡단 전신 케이블 또는 최초의 대륙 횡단 철도만큼이나 큰 영향을 미칠 것이라고 예측했다. 그러나 1869년 초, 일부 사람들은 다리가 너무 비싸거나 건설 과정이 너무 어렵다는 이유로 프로젝트를 비판하기 시작했다.
뉴욕 및 브루클린교의 설계에 대한 우려를 해소하기 위해 로블링은 1869년 3월에 "교량 파티"를 열어 엔지니어들과 미국 의회 의원들을 초대하여 자신의 다른 경간들을 보게 했다. 4월에 교량 파티가 끝난 후, 로블링과 몇몇 엔지니어들은 최종 조사를 수행했다. 이 과정에서 주 경간은 MHW 위로 130 to 135 피트 (40 to 41 m) 높이로 올려야 한다는 것이 결정되었고, 전체 설계에 여러 변경이 필요하게 되었다. 1869년 6월, 이러한 조사를 수행하던 중 로블링은 연락선이 발을 말뚝에 끼워 발에 으스러지는 부상을 입었다. 으스러진 발가락을 절단한 후, 그는 파상풍 감염에 걸려 다음 달에 사망했다. 존 로블링의 32세 아들인 워싱턴 로블링은 이후 아버지의 역할을 대신하게 되었다. 태머니 홀의 지도자 윌리엄 매기어 트위드도 교량 건설에 관여했는데, 그는 뉴욕시의 주요 지주로서 프로젝트 완수에 이해관계가 있었다. 뉴욕 및 브루클린 브리지 회사(나중에 단순히 뉴욕 브리지 회사로 알려짐)는 실제로 태머니 홀의 감독을 받았으며, 로블링의 계획을 승인하고 그를 프로젝트의 수석 엔지니어로 지정했다.

### 건설

#### 케이슨

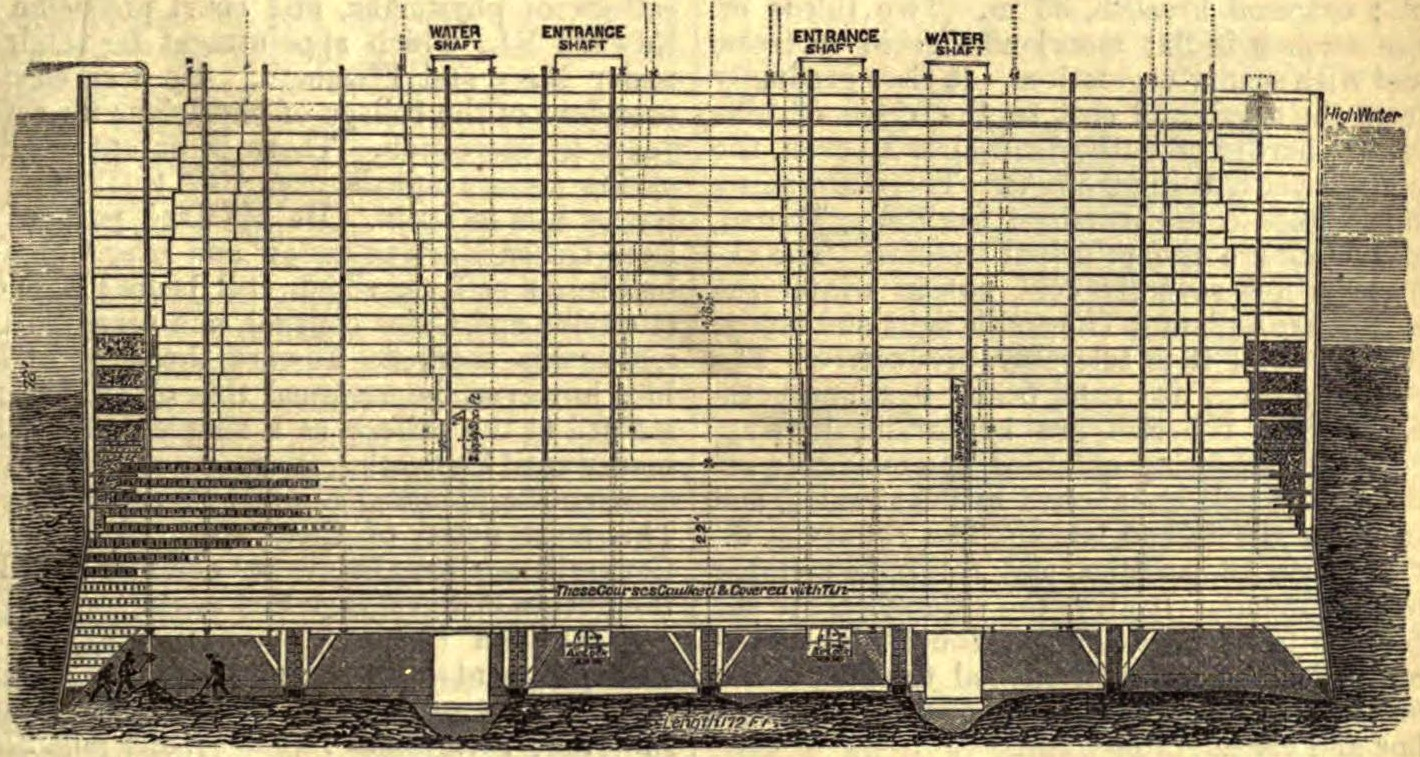
케이슨 다이어그램

브루클린교 건설은 1870년 1월 2일에 시작되었다. 첫 번째 작업은 현수탑이 건설될 두 개의 케이슨 건설을 포함했다. 브루클린 쪽 케이슨은 웹 & 벨 조선소에서 건설되었으며, 1870년 3월 19일에 강으로 진수되었다. 케이슨에 압축 공기를 주입하고, 작업자들은 기반암에 도달할 때까지 퇴적물을 파냈다. 아일랜드 출신의 16세 청년 프랭크 해리스는 그 두려운 경험을 다음과 같이 묘사했다.
우리 여섯 명은 화씨 약 80도(섭씨 27도)의 작은 철제 방에서 상의를 탈의한 채 일하고 있었다. 5분 만에 땀이 쏟아져 내렸고, 그동안 우리는 엄청난 압력으로 인해 물이 차오르지 않게 유지되는 얼음물 속에 서 있었다. 두통이 너무 심한 것도 당연했다. 
케이슨이 원하는 깊이에 도달하면, 수직 벽돌 교각과 콘크리트로 채워질 예정이었다. 그러나 강바닥 위에 예상치 못하게 많은 거대한 바위들이 집중되어 있었기 때문에, 브루클린 케이슨은 원하는 깊이로 가라앉는 데 여러 달이 걸렸다. 또한, 1870년 12월에는 목재 지붕에 불이 붙어 건설이 더욱 지연되었다. "대화재"라고 불린 이 화재는 케이슨의 구멍을 수리해야 했기 때문에 몇 달 동안 건설을 지연시켰다. 1871년 3월 6일, 수리가 완료되었고 케이슨은 최종 깊이인 44.5 피트 (13.6 m)에 도달했으며, 5일 후 콘크리트로 채워졌다. 전체적으로 매일 약 264명이 케이슨에서 일한 것으로 추정되지만, 높은 이직률 때문에 총 2,500명 정도의 인력이 투입된 것으로 보인다. 그럼에도 불구하고, 마비된 작업자는 소수에 불과했다. 최종 깊이에서 케이슨의 공기압은 21 파운드 매 제곱인치 (140 kPa)였다.
맨해튼 쪽 케이슨은 다음에 건설될 구조물이었다. 브루클린 케이슨처럼 불이 나지 않도록 맨해튼 케이슨은 방화 철판으로 안감을 댔다. 1871년 5월 11일 웹 & 벨 조선소에서 진수되었고, 그해 9월에 제자리에 안착했다. 훨씬 더 깊은 맨해튼 케이슨 내부의 극한 수중 공기압 때문에, 많은 노동자들이 이 작업 중에 "케이슨병"—잠수병—을 앓았는데, 당시에는 잠수병에 도움이 될 것이라고 믿었던 에어록을 포함했음에도 불구하고 그랬다. 당시에는 이 병이 알려지지 않았으며, 프로젝트 의사인 앤드루 스미스(Andrew Smith)에 의해 처음으로 "케이슨병"이라고 불렸다. 1872년 1월 25일부터 5월 31일까지 스미스는 110건의 잠수병 환자를 치료했으며, 3명의 작업자가 이 병으로 사망했다. 맨해튼 케이슨 아래에서 철제 탐침이 예상보다 더 깊은 기반암을 발견하자, 워싱턴 로블링은 잠수병 위험 증가를 이유로 건설을 중단했다. 맨해튼 케이슨이 78.5 피트 (23.9 m) 깊이에 도달하고 공기압이 35 파운드 매 제곱인치 (240 kPa)에 이르자, 워싱턴은 그 아래 30 피트 (9.1 m)에 있는 기반암 위의 모래 토양이 충분히 견고하다고 판단하고, 1872년 7월에 케이슨을 콘크리트로 채웠다.
워싱턴 로블링 자신도 브루클린 타워 기초 공사가 시작된 직후 케이슨병으로 인해 마비 증세를 겪었다. 그의 병약한 상태로 인해 직접 건설을 감독할 수 없게 되자, 그는 아파트에서 케이슨과 기타 장비를 설계하며 "침실에서 망원경으로 다리 완성을 지휘했다." 그의 아내 에밀리 워런 로블링은 남편과 현장 엔지니어들 사이의 서면 통신을 제공했을 뿐만 아니라, 수학, 현수선 곡선 계산, 재료 강도, 교량 사양, 케이블 건설의 복잡한 사항들을 이해했다. 그녀는 이후 11년 동안 다리 건설 감독을 도왔고, 일상적인 감독과 프로젝트 관리를 포함한 수석 엔지니어의 업무 대부분을 인계받았다.

#### 탑

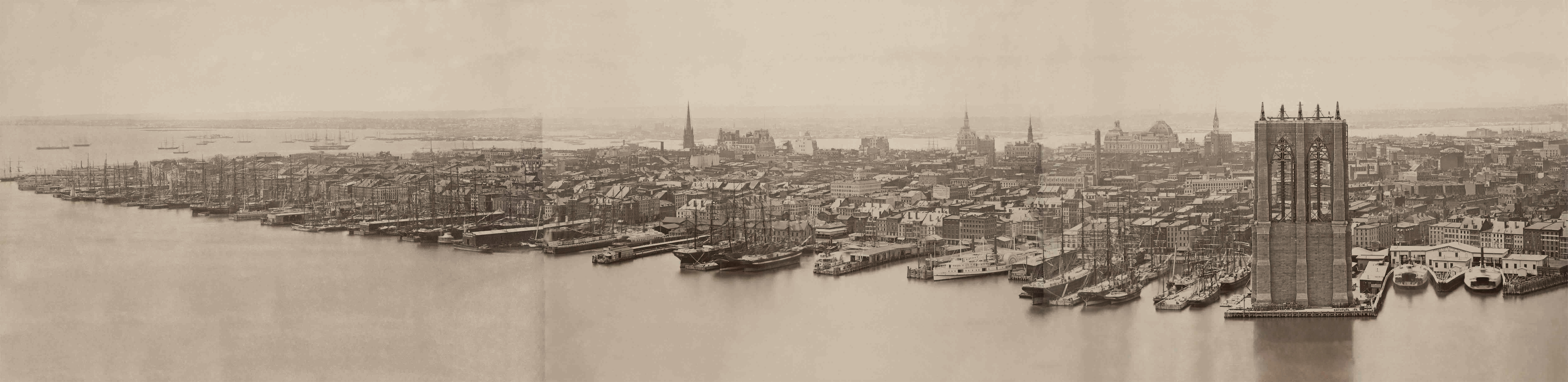
1876년 맨해튼 풍경으로, 브루클린교가 건설 중인 모습이 보인다.

케이슨이 완성된 후, 그 위에 석조 탑이 건설될 부두가 세워졌다. 탑 건설은 4년이 걸린 복잡한 과정이었다. 석조 블록은 무거웠기 때문에, 건설자들은 지상에 있는 증기 엔진으로 작동하는 연속적인 직경 1.5-인치 (3.8 cm)-인치 강철 와이어 로프를 사용하여 블록을 탑의 기초로 운반했다. 그런 다음 블록은 각 탑 옆의 목재 트랙을 따라 위로 운반되었고, 탑 꼭대기의 데릭을 사용하여 적절한 위치로 조작되었다. 블록들은 무게 때문에 로프를 진동시키기도 했지만, 블록이 떨어진 경우는 단 한 번뿐이었다.
현수탑 건설은 1872년 중반에 시작되었고, 1872년 말 겨울 공사가 중단될 무렵에는 각 탑의 일부가 이미 건설되어 있었다. 1873년 중반에는 탑 건설에 상당한 진전이 있었다. 브루클린 쪽 탑은 평균 고수위(MHW) 위로 164 피트 (50 m) 높이에 도달했으며, 맨해튼 쪽 탑은 MHW 위로 88 피트 (27 m) 높이에 도달했다. 브루클린 타워의 아치는 1874년 8월에 완공되었다. 탑은 1874년 12월에 주 케이블용 새들 플레이트(saddle plate)가 탑 꼭대기에 설치되면서 거의 완성되었다. 그러나 브루클린 탑의 장식은 맨해튼 탑이 완성될 때까지 완료될 수 없었다. 브루클린 탑의 마지막 돌은 1875년 6월에 올려졌고 맨해튼 탑은 1876년 7월에 완공되었다. 양쪽 탑 꼭대기의 새들 플레이트도 1876년 7월에 올려졌다. 이 작업은 위험했다. 1876년까지 세 명의 작업자가 탑에서 떨어져 사망했고, 다른 아홉 명의 작업자는 다른 사고로 사망했다.

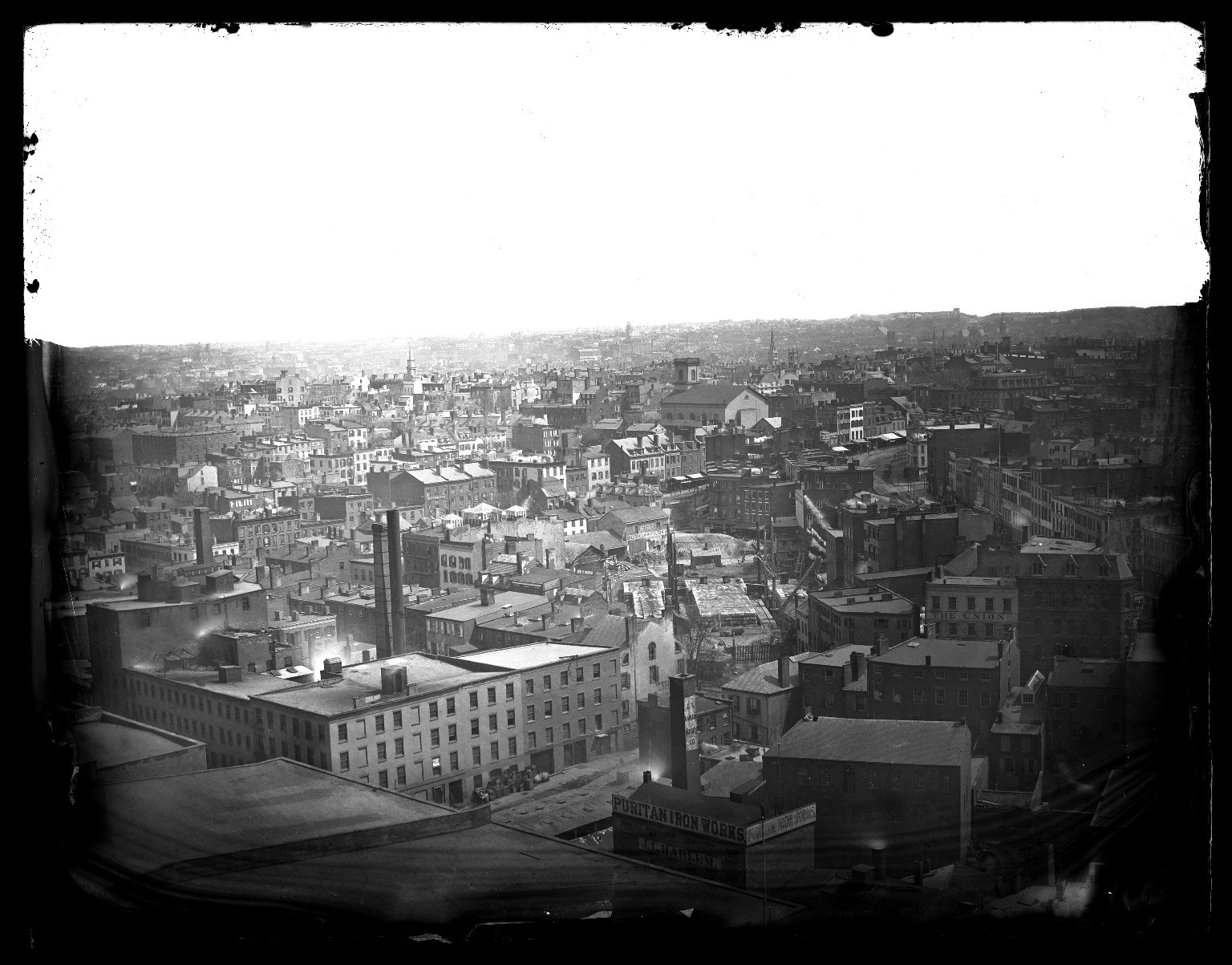
조지 브래드포드 브레이너드, 다리 탑에서, c. 1872, 브루클린 미술관

1875년, 탑이 건설되는 동안 프로젝트의 원래 예산인 500만 달러가 고갈되었다. 브루클린과 맨해튼의 두 교량 위원들은 뉴욕주 의원들에게 건설을 위해 추가로 800만 달러를 할당해 줄 것을 청원했다. 결국, 의원들은 시가 브루클린교 개인 주주들의 주식을 매입한다는 조건으로 할당을 승인하는 법률을 통과시켰다.
양쪽의 앵커리지 작업은 동시에 진행되었다. 브루클린 앵커리지는 1873년 1월에 착공되었고 이어서 1875년 8월에 실질적으로 완공되었다. 맨해튼 앵커리지는 더 짧은 기간에 건설되었는데, 1875년 5월에 시작하여 1876년 7월에 거의 완공되었다. 앵커리지는 주 케이블이 감아진 후에야 완전히 완성될 수 있었으며, 이 시점에서 각 80-피트 (24 m) 앵커리지의 높이에 6 피트 (1.8 m)가 추가되었다.

#### 케이블
1876년 8월 15일, 첫 번째 임시 와이어가 크롬 스틸 컴퍼니 오브 브루클린(Chrome Steel Company of Brooklyn)에서 제공한 크롬강을 사용하여 탑 사이에 늘어졌다. 이 와이어는 강을 가로질러 다시 늘어져서 두 끝이 접합되어 이동 장치, 즉 탑을 연결하는 긴 와이어 루프를 형성했으며, 이는 지상에서 30 마력 (22 kW) 증기 호이스트 엔진에 의해 구동되었다. 이 와이어는 케이블 스피닝이 진행되는 동안 작업자들을 위한 임시 보도교를 만드는 데 사용된 두 개의 와이어 중 하나였다. 다음 단계는 완성된 이동 장치 와이어를 따라 보트선장 의자에 매달린 엔지니어를 보내 작업자들에게 충분히 안전하다는 것을 보여주는 것이었다. 교량의 수석 정비사인 E. F. 패링턴(E. F. Farrington)이 이 임무를 맡았고, 양쪽 강둑에서 약 1만 명의 사람들이 그가 건너는 것을 지켜보았다. 두 번째 이동 장치 와이어는 경간을 가로질러 늘어졌고, 이 작업은 8월 30일까지 완료되었다. 미래의 상판 높이보다 약 60 피트 (18 m) 높은 곳에 위치한 임시 보도교는 1877년 2월에 완공되었다.
1876년 12월까지 영구 케이블에 대한 강철 계약은 아직 체결되지 않았다. 다리 케이블에 아직 검증되지 않은 베서머강을 사용할 것인지, 아니면 잘 알려진 도가니강을 사용할 것인지에 대한 의견 불일치가 있었다. 영구 계약이 체결될 때까지 건설자들은 임시로 30 쇼트톤 (27 롱톤)의 와이어를 주문했는데, 존 A. 로블링 선즈 컴퍼니를 포함한 세 회사에서 각각 10톤씩 주문했다. 결국, 버밍엄 게이지 8번(약 4mm 또는 0.165인치 직경) 도가니강을 사용하기로 결정되었고, 입찰 요청이 배포되어 8개 회사가 응답했다. 1877년 1월, 도가니강 계약은 로블링이 신뢰하지 않았던 교량 이사 에이브럼 휴이트와 연관된 J. 로이드 헤이그(J. Lloyd Haigh)에게 수여되었다.
와이어를 감는 데는 공장에서 아연 도금되었지만 기름칠은 하지 않은 큰 코일을 제작해야 했다. 이 코일들은 브루클린 앵커리지 근처의 야적장으로 운반되었다. 그곳에서 아마인유에 담가졌고, 앵커리지 꼭대기로 들어 올려졌으며, 건조되고 단일 와이어로 접합된 다음, 추가 아연 도금을 위해 붉은 아연으로 코팅되었다. 앵커리지 야적장에는 총 32개의 드럼이 있었고, 네 개의 주 케이블 각각에 8개씩 배정되었다. 각 드럼은 60,000 피트 (18,000 m)의 와이어를 담을 수 있었다. 주 케이블용 첫 실험 와이어는 1877년 5월 29일에 탑 사이에 늘어졌고, 2주 후에 스피닝이 시작되었다. 그해 7월까지 네 개의 주 케이블 모두가 가설되고 있었다. 이 기간 동안 임시 보도교는 방문자 패스를 받은 일반인에게 비공식적으로 개방되었고, 1877년 8월까지 전 세계에서 수천 명의 방문객이 보도교를 이용했다. 그해 9월에 방문객 중 한 명이 간질 발작을 일으켜 거의 떨어질 뻔한 사건이 발생한 후 방문자 패스는 중단되었다.
와이어가 감아지는 동안, 브루클린교의 접근로를 위해 강 양쪽의 건물 철거 작업도 시작되었으며, 이 작업은 1877년 9월까지 거의 완료되었다. 다음 달에는 주 케이블에서 아래로 늘어져 상판을 지지할 현수 와이어에 대한 초기 계약이 체결되었다. 1878년 5월까지 주 케이블은 3분의 2 이상이 완성되었다. 그러나 다음 달에 와이어 하나가 미끄러져 두 명이 사망하고 세 명이 부상을 입었다. 1877년에 휴이트는 베서머 강철을 다리 건설에 사용하지 말 것을 촉구하는 서한을 썼다. 도가니 강철과 베서머 강철 모두에 대한 입찰이 제출되었으며, 존 로블링 선즈가 베서머 강철에 대해 가장 낮은 입찰가를 제출했지만, 휴이트의 지시에 따라 계약은 헤이그에게 수여되었다.
로블링의 보조 엔지니어들이 실시한 와이어 샘플링 결과, 헤이그가 케이블에 불량 와이어를 대체하고 있었음이 밝혀졌다. 테스트된 80개의 와이어 링 중 단 5개만이 기준을 충족했으며, 헤이그는 이 사기로 30만 달러를 벌어들인 것으로 추정되었다. 이 시점에서 이미 건설된 케이블을 교체하기에는 너무 늦었다. 로블링은 불량 와이어로 인해 다리가 필요한 강도의 6~8배가 아니라 4배밖에 되지 않을 것이라고 판단했다. 품질이 낮은 와이어는 그대로 두도록 허용되었고, 각 케이블에 150개의 와이어가 추가되었다. 대중적 논란을 피하기 위해 헤이그는 해고되지 않고, 필요한 추가 고품질 와이어 비용을 직접 지불해야 했다. 나머지 와이어 계약은 존 A. 로블링 선즈에게 주어졌고, 1878년 10월 5일까지 주 케이블의 마지막 와이어가 강 위로 설치되었다.

#### 완공에 가까워지다
현수 와이어가 설치된 후, 작업자들은 다리 전체 상부 구조의 일부로 도로를 지지하기 위해 강철 가로보를 세우기 시작했다. 다리 상부 구조 건설은 1879년 3월에 시작되었지만, 케이블과 마찬가지로 이사들은 처음에는 강철 상부 구조를 베서머강으로 만들 것인지 도가니강으로 만들 것인지에 대해 의견이 일치하지 않았다. 그해 7월, 이사들은 필라델피아에 본사를 둔 에지무어 철공소(Edgemoor Iron Works)에 1880년까지 500 쇼트톤 (450 롱톤)의 베서머강을 납품하는 계약을 체결하기로 결정했다. 이사들은 나중에 500 쇼트톤 (450 롱톤)의 베서머강에 대한 또 다른 결의안을 통과시켰다. 그러나 1880년 2월까지 강철 납품은 시작되지 않았다. 그해 10월, 교량 이사들은 강철 납품 지연에 대해 에지무어 사장에게 질문했다. 에지무어의 계약 이행 보증에도 불구하고, 1881년 11월까지 납품이 완료되지 않았다. 1882년 이사회에 합류한 브루클린 시장 세스 로우는 에지무어의 계약 불이행을 조사하는 위원회의 의장이 되었다. 질문을 받자 에지무어 사장은 지연이 교량 트러스용 아이바를 제조하던 다른 계약자인 캄브리아 철공소(Cambria Iron Company)의 잘못이라고 진술했다. 그 시점에서 계약은 1882년 10월까지 완료될 예정이었다.
상황을 더욱 복잡하게 만든 것은 워싱턴 로블링이 1882년 6월 이사회 회의에 불참한 것이었다. 그가 뉴포트 (로드아일랜드주)로 갔기 때문이었다. 이 소식을 언론이 보도하자, 트렌턴 (뉴저지주)의 『데일리 스테이트 가제트』와 『브루클린 데일리 이글』을 제외한 대부분의 신문들은 로블링을 수석 엔지니어에서 해고할 것을 요구했다. 헨리 C. 머피, 제임스 S. T. 스트라나한, 윌리엄 C. 킹즐리를 포함한 일부 오랜 이사들은 브루클린교 건설이 여전히 진행 중이었으므로 로블링을 옹호할 의지가 있었다. 그러나 로블링의 행동은 최근 이사회에 합류한 젊은 이사들 사이에서 의심스러운 것으로 여겨졌다.
다리 자체의 건설은 머피가 매달 뉴욕과 브루클린 시장에게 제출하는 공식 보고서에 기록되었다. 예를 들어, 1882년 8월 머피의 보고서에는 한 주 내에 114개의 중간 코드가 세워졌고, 72개의 대각선 스테이, 60개의 기둥, 그리고 수많은 바닥 보, 가설 트러스, 스테이 바가 포함되었다고 언급되었다. 1883년 초까지 브루클린교는 거의 완성된 것으로 간주되었고, 그해 6월 개통될 것으로 예상되었다. 교량 조명 계약은 1883년 2월에 체결되었고, 통행료 계획은 그해 3월에 승인되었다.

#### 반대
북쪽에 위치한 조선업자와 상인들로부터 다리 건설에 대한 상당한 반대가 있었다. 이들은 다리가 선박 통행에 충분한 간격을 제공하지 못할 것이라고 주장했다. 1876년 5월, 에이브러햄 밀러(Abraham Miller)가 이끄는 이 단체들은 미국 뉴욕 남부 지방 법원에 뉴욕과 브루클린 시를 상대로 소송을 제기했다.
1879년, 상업 및 항해 담당 의회 소위원회가 브루클린교에 대한 조사를 시작했다. 경간 높이를 결정하기 위해 고용된 한 선원은 다리가 완공되면 선장들이 배를 다리 아래로 통과시키는 데 어려움을 겪을 것이라고 위원회에 증언했다. 또 다른 증인인 토목기사 에드워드 웰먼 세럴(Edward Wellman Serrell)은 다리의 가정된 강도 계산이 잘못되었다고 말했다. 대법원은 1883년 브루클린교가 합법적인 구조물이라고 판결했다.

### 개통

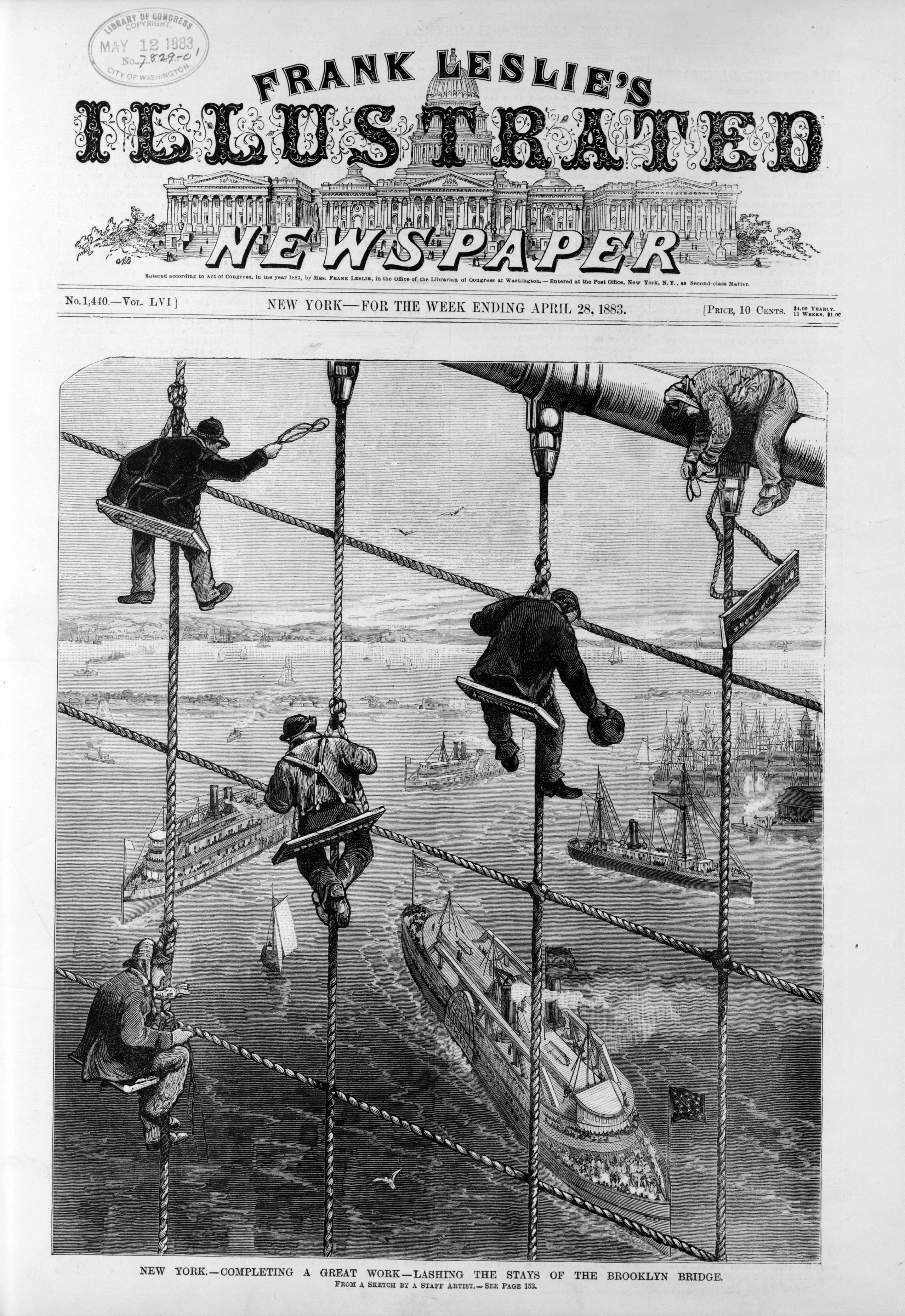
브루클린교 개통을 알리는 신문 헤드라인

뉴욕 및 브루클린교는 1883년 5월 24일에 개통되었다. 수천 명의 사람들이 개통식에 참석했으며, 많은 선박들이 이스트강에서 이 행사를 위해 정박해 있었다. 공식적으로는 에밀리 워런 로블링이 가장 먼저 다리를 건넜다. 교량 개통식에는 미국 대통령 체스터 A. 아서와 뉴욕 시장 프랭클린 에드슨도 참석했으며, 이들은 다리를 건너 브루클린 쪽에서 브루클린 시장 세스 로우와 악수를 나눴다. 에이브럼 휴이트가 주요 연설을 했다.
이것은 한 사람의 또는 한 시대의 작품이 아니다. 이것은 많은 시대에 걸쳐 많은 사람들의 연구, 경험, 지식의 결과이다. 이것은 단순한 창조물이 아니라 성장이다. 이것은 오늘날 인간 지식의 총체이자 정수로서 우리 앞에 서 있다. 시대의 정당한 상속자로서, 자연의 힘을 통제하고 사용하는 인간의 끝없는 투쟁에서 한 걸음씩 얻어진 수세기 동안의 인내심 있는 관찰, 심오한 연구, 축적된 기술의 최신 영광이다.— 에이브럼 휴이트

워싱턴 로블링은 비록 기념식에 참석할 수 없었지만(이후에도 현장을 거의 방문하지 않았다), 다리 개통일에 자신의 집에서 축하 연회를 열었다. 추가적인 축제에는 밴드 공연, 선박의 포성, 불꽃놀이가 포함되었다. 그 첫날, 총 1,800대의 차량과 150,300명의 사람들이 다리를 건넜다. 브루클린교 개통 일주일도 채 되지 않아, 연락선 승무원들은 승객 수가 급감했다고 보고했고, 다리의 통행료 징수원들은 1분당 100명 이상의 사람들을 처리하고 있었다. 그러나 강을 가로지르는 연락선은 1942년까지 계속 운행되었다.

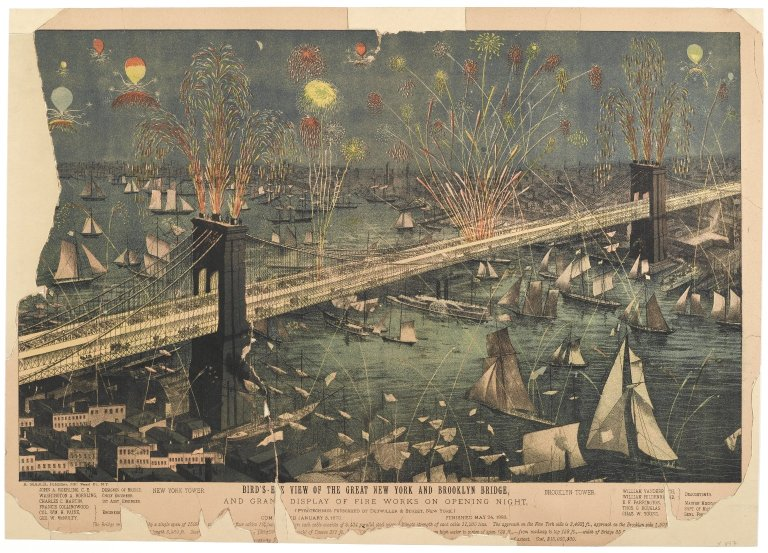
"뉴욕 및 브루클린 대교의 조감도 및 개장일 불꽃놀이"

이 다리 건설에는 1883년 기준으로 US$15.5 million (2022년 기준 약 US$416,625,000 )가 소요되었으며, 이 중 브루클린이 3분의 2를 부담했다. 건설 자금 조달을 위한 채권은 1956년에 상환되었다. 건설 도중 약 27명의 인부가 사망했다. 당시 뉴욕 및 브루클린교는 이스트강을 가로지르는 유일한 다리였기 때문에 이스트강교라고도 불렸다. 1903년 인근 윌리엄스버그 다리가 건설될 때까지 뉴욕 및 브루클린교는 세계에서 가장 긴 현수교였으며, 이전 건설된 어떤 다리보다 20% 더 길었다.
개통 당시 브루클린교는 아직 완공되지 않았다. 교량을 통한 대중교통은 아직 시험 중이었고, 브루클린 접근로는 완공 중이었다. 1883년 5월 30일, 개통 6일 후, 브루클린 접근로의 계단에서 한 여인이 넘어져 적어도 12명이 압사하는 사고가 발생했다. 이후 소송에서 브루클린 브리지 회사는 과실이 없다는 판결을 받았다. 그러나 회사는 비상 전화 박스와 추가 난간을 설치했으며, 이사들은 다리의 방화 계획을 승인했다. 1883년 9월 25일, 케이블카 서비스인 뉴욕 및 브루클린 브리지 철도의 개통과 함께 대중교통 서비스가 시작되었다. 1884년 5월 17일, 서커스 단장 P. T. 바넘의 가장 유명한 볼거리 중 하나인 코끼리 점보가 21마리의 코끼리 행렬을 이끌고 브루클린교를 건넜다. 이는 다리의 안정성에 대한 의구심을 줄이는 데 도움이 되었으며, 동시에 바넘의 서커스를 홍보하는 효과도 있었다.

### 1880년대부터 1900년대까지

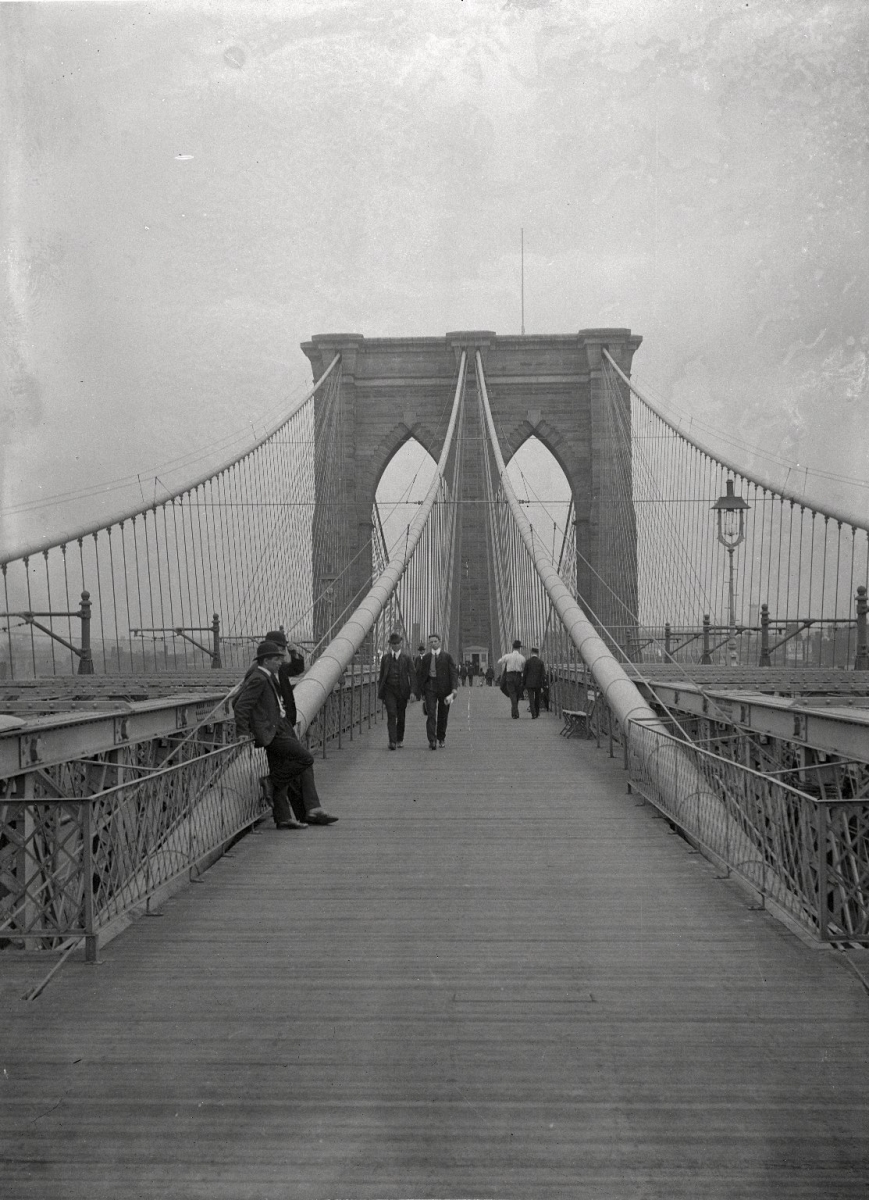
1899년 동쪽으로 바라본 풍경

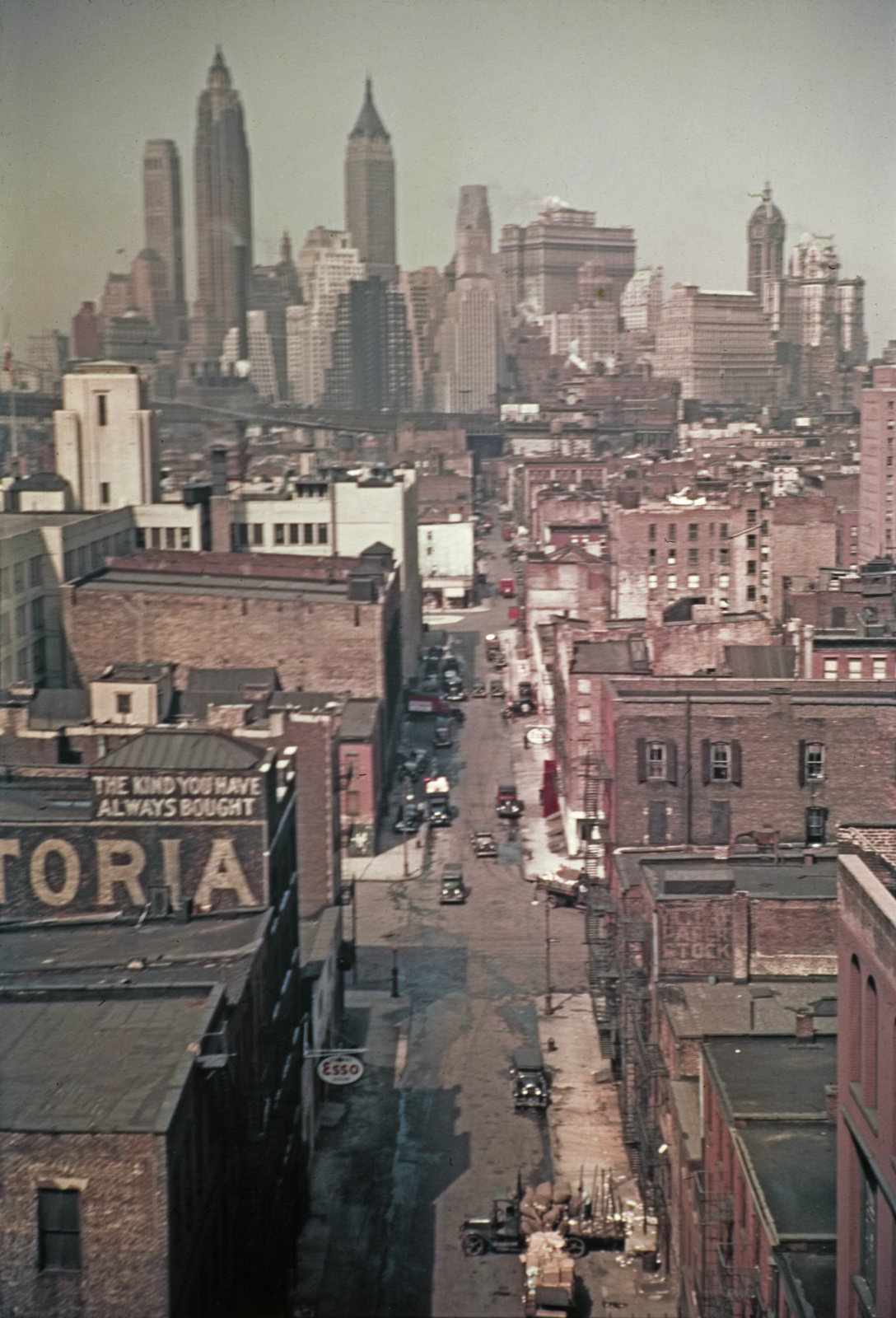
1938년 이 사진 왼쪽에는 브루클린교의 주요 강철 케이블이 보인다.

브루클린교 개통 후 몇 년 동안 통행량이 증가했다. 개통 첫 6개월 동안 백만 명이 다리를 건넜다. 첫 해인 1884년에는 850만 명이 다리를 이용했으며, 1885년에는 1700만 명으로 두 배 증가했고, 1889년에는 다시 3400만 명으로 증가했다. 이들 중 상당수는 케이블카 승객이었다. 또한 1892년까지 연간 약 450만 명의 보행자들이 무료로 다리를 건넜다.
다리를 변경하자는 첫 번째 제안은 개통 후 불과 2년 반 만에 나왔다. 린다 길버트는 다리에 유리로 된 증기 동력 엘리베이터와 전망대를 추가하고 사용료를 부과하여 다리 유지 보수 비용과 그녀의 교도소 개혁 자선 단체에 자금을 지원할 것을 제안했다. 이 제안은 고려되었으나 실행되지 않았다. 다리의 수명 50년 동안 수많은 다른 제안들이 나왔다. 트롤리 선로는 1898년에 양쪽 도로의 중앙 차선에 추가되어 트롤리도 다리를 이용할 수 있게 되었다. 그해, 이전에 분리되어 있던 브루클린시는 뉴욕시와 통합되었고, 브루클린교는 시의 통제하에 놓였다.
20세기 전환기에 브루클린교의 안전에 대한 우려가 제기되었다. 1898년, 죽은 말로 인한 교통 체증으로 인해 트러스 코드 중 하나가 휘어지는 사고가 발생했다. 1901년에는 12개의 현수 케이블이 파손되는 더 심각한 문제가 발생했지만, 철저한 조사 결과 다른 결함은 발견되지 않았다. 1901년 사건 이후, 매일 다리를 검사하기 위해 5명의 검사관이 고용되었으며, 이 서비스에는 연간 25만 달러가 소요되었다. 브루클린교를 가로지르는 노선을 운행하던 브루클린 래피드 트랜짓 컴퍼니는 1905년에 다리가 운행 용량에 도달했다는 통지를 발표했다.
1890년까지 브루클린교의 인기로 인해 맨해튼과 롱아일랜드 사이의 이스트강을 가로지르는 다른 다리 건설 제안이 있었다. 브루클린교에 두 번째 갑판을 건설하자는 제안도 있었지만, 이는 다리의 구조적 용량을 과부하할 수 있어 실현 불가능하다고 여겨졌다. 이스트강을 가로지르는 첫 번째 새 다리인 윌리엄스버그 다리는 1903년 상류에 개통되어 윌리엄스버그와 맨해튼의 로어이스트사이드를 연결했다. 이어서 1909년 3월에는 퀸즈와 맨해튼을 잇는 퀸즈버러교가, 1909년 12월에는 브루클린과 맨해튼을 잇는 맨해튼교가 개통되었다. 여러 지하철, 철도, 도로 터널도 건설되어 맨해튼, 브루클린, 퀸즈의 발전을 가속화하는 데 도움이 되었다.

### 1910년대부터 1940년대까지
다리 통행료는 1911년에 폐지되었다. 또한, 시 정부는 1915년 1월에 공식적으로 구조물 이름을 "브루클린교"로 지정하는 법안을 통과시켰다.
겉으로는 인근 시내 도로의 교통량을 줄이기 위해, 조류 및 구조물 국장 그로버 월렌(Grover Whalen)은 1922년 7월 6일 브루클린교에서 자동차 통행을 금지했다. 실제 금지 이유는 같은 해에 과도한 교통량으로 인해 두 개의 케이블이 미끄러진 사고 때문이었다. 월렌과 로블링 모두 브루클린교의 보수와 평행 교량 건설을 요구했지만, 평행 교량은 건설되지 않았다. 월렌의 후임자인 윌리엄 워트 밀스(William Wirt Mills)는 1924년에 새로운 목재 블록 포장 도로를 설치하여 자동차가 다시 다리를 이용할 수 있도록 할 것이라고 발표했으며, 1925년 5월 12일부터는 자동차 통행이 다시 허용되었다.
실험의 일환으로 1946년 11월부터 맨해튼 방향 도로가 저녁 혼잡 시간 동안 브루클린 방향 교통량을 운행했다. 이 실험은 혼잡에 대한 불만으로 두 달 만에 종료되었다.

### 20세기 중반에서 후반

#### 업그레이드

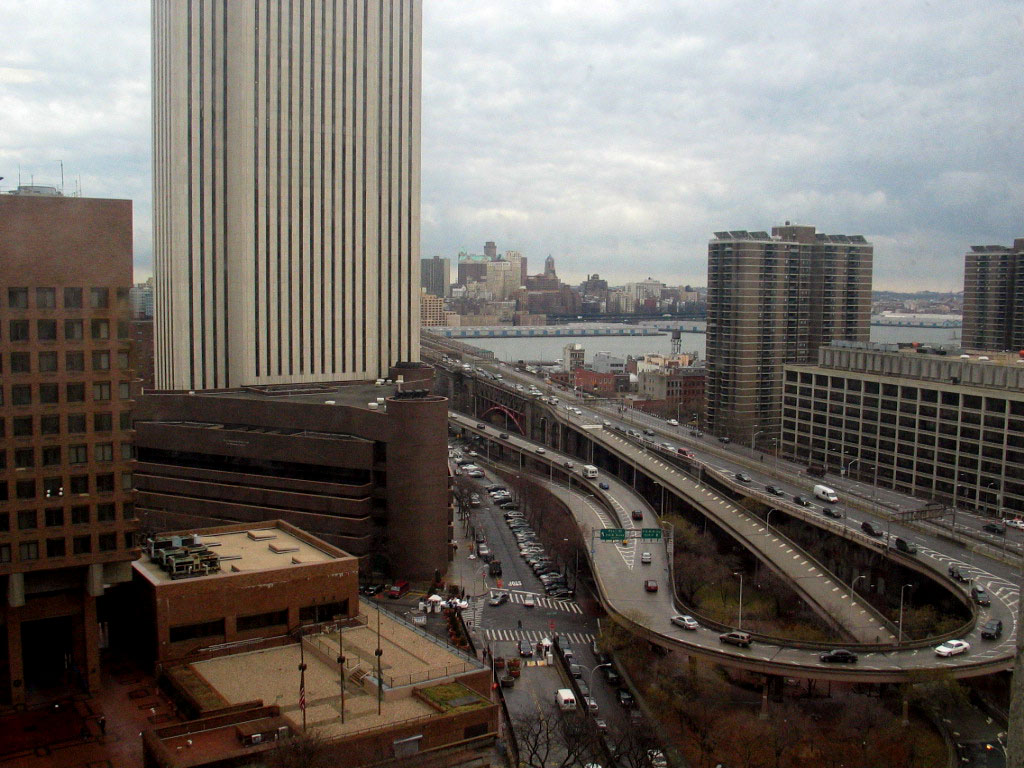
FDR 드라이브로 이어지는 브루클린교 램프 (2008년 촬영), 1969년경 완공

브루클린교의 첫 번째 주요 업그레이드는 1948년에 시작되었는데, 당시 데이비드 B. 스타인맨(David B. Steinman)에게 접근 램프 전체를 재건하는 계약이 체결되었다. 이 보수 공사는 예상 비용 700만 달러로 다리 도로의 수용력을 시간당 거의 6,000대로 두 배로 늘릴 것으로 예상되었다. 보수 공사에는 도로의 고가 및 트롤리 선로 철거, 내부 고가 선로와 기존 차량 차선을 분리하는 트러스 제거, 각 도로의 폭을 2차선에서 3차선으로 확장하는 작업이 포함되었다. 또한 새로운 강철-콘크리트 바닥도 건설되었다. 이 외에도 브루클린 쪽에는 애덤스 거리(Adams Street), 캐드먼 플라자, 브루클린-퀸즈 고속도로(BQE)로 연결되는 새로운 램프가 추가되었고, 맨해튼 쪽에는 파크 로(Park Row)로 연결되는 램프가 추가되었다. 1950년 1월, 다리는 개통 이래 처음으로 모든 통행이 잠시 중단되었고, 그해 3월에는 확장 공사를 위해 트롤리 선로가 폐쇄되었다. 건설 프로젝트 기간 동안 한 번에 한 개의 차선만 폐쇄되어 교통량이 줄어든 상태로 한 방향으로만 다리를 건널 수 있었다.
남쪽 확장 도로는 1951년 5월에 완공되었고, 이어서 북쪽 도로는 1953년 10월에 완공되었다. 복원은 1954년 5월 재건된 고가 산책로가 완공되면서 끝났다. 경간 재건축이 진행되는 동안, 냉전에 대비하여 맨해튼 접근로 아래에 방공호가 건설되었다. 석조 아치 중 버려진 공간에는 소련의 잠재적인 핵 공격을 위한 비상 생존 용품이 비축되어 있었고, 이 용품들은 반세기 후에도 제자리에 남아 있었다. 또한, 사보타주에 대비한 방어 장벽도 다리에 추가되었다.
브루클린교 재건과 동시에, BQE의 이중 갑판 고가도로는 교량의 브루클린 접근 램프에 있는 기존 강철 고가도로를 통해 건설되고 있었다. 브루클린교 남쪽의 BQE 구간은 1954년 6월에 애틀랜틱 애비뉴까지 개통되었지만, 북쪽 BQE에서 맨해튼 방향 브루클린교로의 직통 램프는 1959년까지 개통되지 않았다. 시는 또한 1954년에서 1955년 사이에 다리와 풀턴 스트리트 사이의 브루클린 애덤스 스트리트 접근로를 60 to 160 피트 (18 to 49 m)로 확장했다. 이어서 풀턴 스트리트에서 애틀랜틱 애비뉴까지의 보럼 플레이스(Boerum Place)도 확장되었다. 이를 위해 오래된 킹스 카운티 법원 건물을 철거해야 했다. 탑은 1958년에 청소되었고 브루클린 앵커리지는 다음 해에 수리되었다.
맨해튼 쪽에서는 1953년에 논란이 많았던 맨해튼 진입 광장 재건축이 승인되었다. 파크 로(Park Row) 위에 입체 교차로를 추가하는 이 프로젝트는 옛 뉴욕 월드 빌딩을 포함한 21개 건물을 철거해야 했기 때문에 격렬한 논쟁을 불러일으켰다. 재건축은 또한 파크 로의 410가구를 이주시킬 필요가 있었다. 1956년 12월, 시는 광장의 2년 간의 보수 공사를 시작했다. 이는 다리 자체의 재건축과 마찬가지로 한 번에 한 차선씩 폐쇄해야 했다. 맨해튼 접근로 주변 지역 재개발 작업은 1960년대 중반에 시작되었다. 동시에, 접근로의 혼잡을 완화하기 위해 고가 FDR 드라이브로 직접 연결되는 램프 계획이 발표되었다. FDR 드라이브에서 브루클린교로의 램프는 1968년에 개통되었고, 다음 해에는 다리에서 FDR 드라이브로의 램프가 개통되었다. 맨해튼 방향 브루클린교에서 북쪽 파크 로(Park Row)로 연결되는 단일 램프는 1970년에 건설되었다. 2년 후에는 90주년을 기념하여 다리 재도색이 발표되었다.

#### 노후화 및 20세기 후반 보수

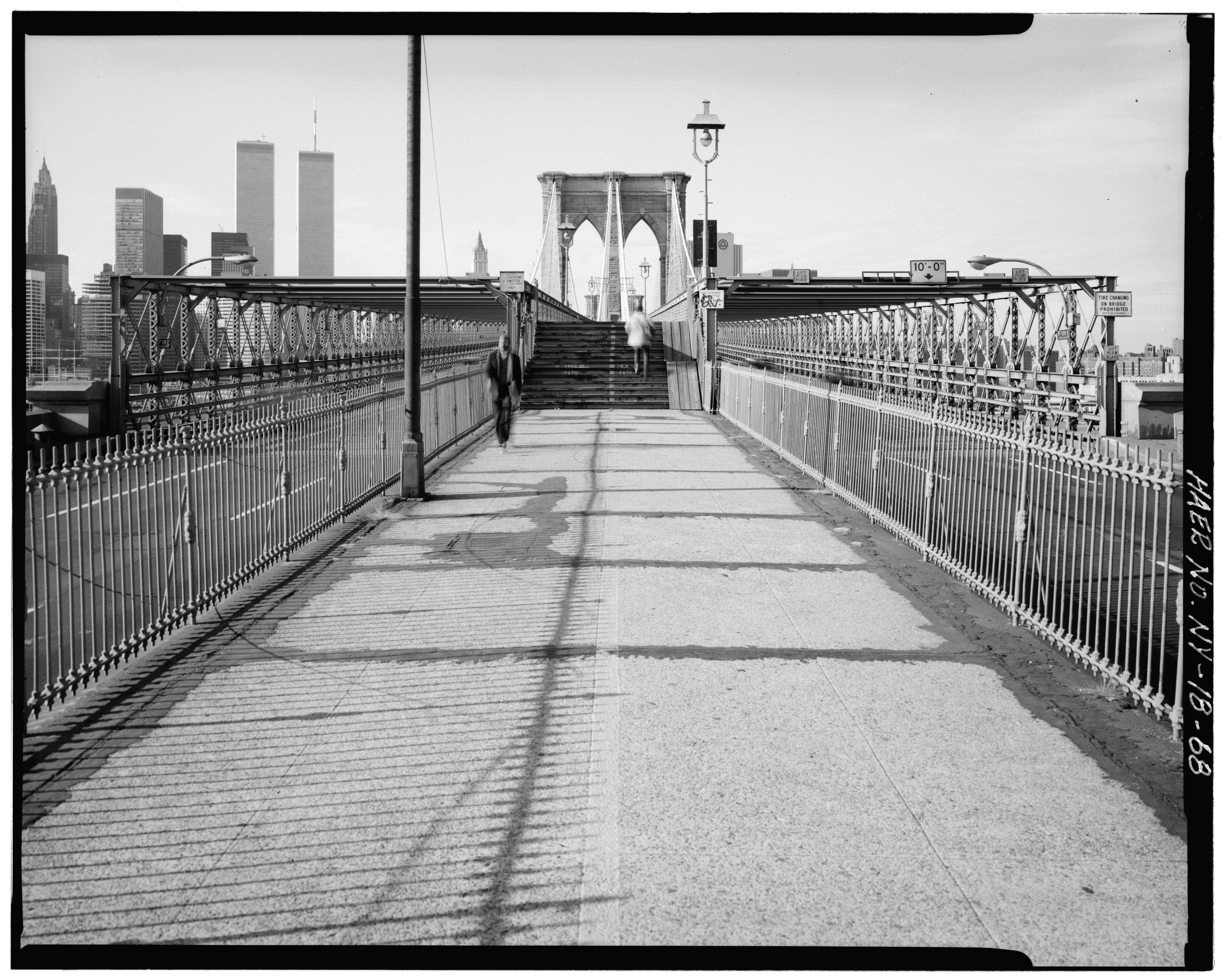
브루클린교는 과거 브루클린 접근로에서 산책로로 이어지는 계단이 있었다(1982년 사진).

브루클린교는 노후와 방치로 인해 점차 손상되었다. 제2차 세계 대전 이전에는 200명의 상근 유지 보수 작업자가 있었으나, 20세기 후반에는 그 수가 5명으로 줄었고, 시 전체적으로도 교량 유지 보수 작업자는 160명에 불과했다. 1974년에는 콘크리트 도로의 추가 침식을 막기 위해 밴과 버스와 같은 중차량의 다리 통행이 금지되었다. 4년 후 『뉴욕 타임스』 보도에 따르면, 케이블이 눈에 띄게 마모되고 보행자 산책로에 구멍이 뚫려 있었다. 시는 브루클린, 맨해튼, 윌리엄스버그, 퀸즈버러교를 개조하는 대규모 프로젝트의 일환으로 브루클린교의 모든 케이블을 1억 1500만 달러에 교체할 계획을 세우기 시작했다. 1980년까지 브루클린교는 즉시 폐쇄될 만큼 심각한 상태였다. 일부 지역에서는 케이블의 절반이 끊어져 있었다.
1981년 6월, 대각선 스테이 케이블 두 개가 끊어져, 보행자가 사망했다. 이후 앵커리지에서 녹이 발견되었고, 한 달도 채 되지 않아 또 다른 케이블에  slack이 발생하여 긴급 케이블 수리가 필요했다. 이 사건 이후 시는 제안된 케이블 교체 일정을 앞당겼으며, 100주년을 앞두고 브루클린교에 대한 1억 5300만 달러 규모의 보수 공사를 시작했다. 이 프로젝트의 일환으로 J. 로이드 헤이그가 설치한 교량의 원래 현수 케이블은 1986년에 베슬리헴 스틸에 의해 교체되었으며, 이는 건설 이후 처음으로 케이블이 교체된 사례이다. 또한, 브루클린 쪽 워싱턴 스트리트의 계단이 개조되었고, 틸러리 및 애덤스 스트리트의 계단은 램프로 교체되었으며, 산책로에서 각 탑의 발코니로 이어지는 짧은 계단 구간은 제거되었다. 더 작은 프로젝트로, 1982년부터 다리의 건축적 특징을 강조하기 위해 야간 조명이 설치되었다.
추가적인 문제들이 계속되었고, 1993년에는 다리 탑 근처에서 높은 수준의 납이 발견되었다. 1999년 중반에는 다리에서 이스트강으로 작은 콘크리트 조각들이 떨어지기 시작하여 추가적인 긴급 수리가 착수되었다. 콘크리트 상판은 1950년대 보수 공사 중에 설치되었으며 수명은 약 60년이었다. 9·11 테러 이후 인근 세계 무역 센터에 대한 보안 우려가 증가하면서, 다리의 서쪽 차선에서 파크 로(Park Row)로 나가는 출구가 안전 조치로 폐쇄되었다. 그 파크 로 구간은 뉴욕 경찰국(NYPD) 본부 바로 아래를 지나기 때문에 폐쇄되었다. 2003년 초, 전기 요금을 절약하기 위해 NYCDOT은 밤에 다리의 "목걸이 조명"을 껐다. 몇몇 개인 단체들이 조명 자금을 기부한 후 그해 말 다시 켜졌다.

### 21세기
2007년 I-35W 미시시피강 다리 붕괴 사고 이후, 미국 전역의 교량 상태에 대한 대중의 관심이 집중되었다. 『뉴욕 타임스』는 2007년 검사에서 브루클린교 접근 램프가 "불량" 등급을 받았다고 보도했다. 그러나 뉴욕 교통국(NYCDOT) 대변인은 불량 등급이 위험한 상태를 의미하는 것이 아니라 보수 공사가 필요하다는 것을 의미한다고 말했다. 2010년, NYCDOT은 접근로와 상판 보수 및 현수 경간 재도색을 시작했다. 작업에는 새로운 프리패브 램프를 재도색하여 두 개의 접근 램프를 한 차선에서 두 차선으로 확장하는 것, 요크 스트리트(York Street)의 동쪽 방향 BQE 위 간격을 높이는 것, 지진 방지 개조, 녹슨 난간 및 안전 장벽 교체, 도로 상판 재포장 등이 포함되었다. 이 작업으로 인해 4년 동안 우회해야 했다. 당시 이 프로젝트는 2014년에 완료될 예정이었으나, 나중에 2015년으로, 다시 2017년으로 지연되었다. 프로젝트 비용도 2010년 5억 800만 달러에서 2016년 8억 1100만 달러로 증가했다.
2016년 8월, 뉴욕 교통국(NYCDOT)은 확장된 자전거 및 보행자 도로로 구성된 더 무거운 상부 갑판을 다리가 지탱할 수 있는지 확인하기 위해 7개월간 37만 달러 규모의 연구를 수행할 것이라고 발표했다. 당시 평일 평균 약 1만 명의 보행자와 3,500명의 자전거 이용자가 이 도로를 이용하고 있었다. 브루클린 쪽 보행자 출입구 작업은 2017년까지 진행 중이었다. 뉴욕 교통국(NYCDOT)은 또한 2016년에 브루클린교의 기초를 보강하여 침하를 방지하고, 4년 전 허리케인 샌디로 손상된 접근 램프의 석조 아치를 수리할 계획이라고 밝혔다. 2018년 7월, 뉴욕시 랜드마크 보존 위원회는 브루클린교의 현수탑과 접근 램프에 대한 추가 보수 공사를 승인했다. 그해 12월, 연방 정부는 시에 2,500만 달러의 자금을 지원했으며, 이는 교량 접근로와 현수탑의 3억 3,700만 달러 규모의 보수 공사 비용을 지불하는 데 사용될 예정이었다. 작업은 2019년 후반에 시작되어 4년 안에 완료될 예정이었다. 이 복원에는 아치에서 벽돌을 제거하고 그 뒤에 새로운 콘크리트를 채워 넣는 작업이 포함되었으며, 원래 모르타르와 같은 뉴욕주 북부 채석장에서 온 모르타르가 사용되었다. 화강암 아치도 청소되어 오랫동안 때로 가려져 있던 돌의 원래 회색이 드러났다. 또한, 240만 달러의 비용으로 56개의 LED 램프가 다리에 설치되었다.

### 내용주
1. ↑  1864년의 클리프턴 현수교와 함께
2. ↑  더 많은 스트레스를 받는 가장 큰 아이바는 앵커 플레이트에서 가장 멀리 떨어져 있다. 앵커 플레이트에 가까운 아이바는 점진적으로 더 작아진다.[34]
3. ↑  1880년까지 헤이그는 관련 없는 범죄로 싱싱 교도소에 수감되었다.[147]

### 참조주
1. ↑  Sharif, Mo (1903년 12월 19일). “Protecting New York City's Bridge Assets”. 《Federal Highway Administration》. 2021년 4월 29일에 원본 문서에서 보존된 문서. 2025년 1월 8일에 확인함.
2. ↑  Talbot 2011, 1쪽.
3. ↑  “Brooklyn Bridge – History, Construction, & Facts”. 《브리태니커 백과사전》. 2023년 6월 5일에 원본 문서에서 보존된 문서. 2020년 1월 24일에 확인함.
4. ↑  Greene, Elizabeth B. (2017). 《Buildings and Landmarks of 19th-Century America: American Society Revealed》. Bloomsbury Publishing. 81쪽. ISBN 978-1-4408-3573-5. 2023년 11월 9일에 원본 문서에서 보존된 문서. 2023년 11월 9일에 확인함.
5. ↑  Saxena, Jaya (2010년 5월 4일). “Brooklyn Bridge Almost Painted 'Queensborough Tan'”. 《Gothamist》. 2023년 11월 9일에 원본 문서에서 보존된 문서. 2023년 11월 9일에 확인함.
6. ↑  Buiso, Gary (2010년 5월 4일). “City red-faced after naming Brooklyn Bridge's paint after hated Queens”. 《Brooklyn Paper》. 2023년 11월 9일에 원본 문서에서 보존된 문서. 2023년 11월 9일에 확인함.
7. 1 2 3 4 5 6  McCullough 1972, 29–31쪽.
8. 1 2  “Brooklyn Bridge” (PDF). New York City Landmarks Preservation Commission. 1967년 8월 24일. 1쪽. 2016년 12월 26일에 원본 문서 (PDF)에서 보존된 문서. 2019년 6월 18일에 확인함.
9. 1 2  Facts on File Inc., 편집. (1914). 《The World Almanac & Book of Facts》. Press Publishing Company (The New York World). 839쪽. 2019년 6월 18일에 확인함.
10. ↑  《Brooklyn Citizen Almanac》 (영어). Brooklyn Citizen. 1893. 165쪽. 2019년 6월 18일에 확인함.
11. 1 2 3 4 5 6 7 8 9 10 11  National Park Service 1966, 2쪽.
12. 1 2 3 4 5 6 7 8 9 10 11  Barnes 1883, 28쪽.
13. 1 2 3 4 5 6  “Cables Slip, But Brooklyn Bridge Is Safe”. 《뉴욕 트리뷴》. 1922년 7월 29일. 1, 3면  – newspapers.com 경유.
14. ↑  Hewitt 1883, 309쪽.
15. ↑  “NOAA National Ocean Service Coast Survey Navigational Chart #12335: Hudson and East Rivers, Governors Island to 67th Street” (PDF). National Oceanic and Atmospheric Administration. 2019년 10월 1일. 2015년 10월 22일에 원본 문서 (PDF)에서 보존된 문서. 2020년 1월 24일에 확인함.
16. ↑  Goldstein, Joseph; Colon, Shayla; Mega, Emiliano Rodríguez; Keh, Andrew (2025년 5월 18일). “Mexican Navy Ship Crashes Into Brooklyn Bridge, Killing 2 Crew Members”. 《The New York Times》 (미국 영어). ISSN 0362-4331. 2025년 5월 18일에 확인함.
17. ↑  Thomson, T. Kennard (1910). “The Bridges of New York City”. 《Engineering Magazine》. v. 38호. 284쪽. 2024년 1월 25일에 원본 문서에서 보존된 문서. 2020년 1월 21일에 확인함.
18. 1 2 3 4 5 6 7 8 9  Talbot 2011, 4쪽.
19. ↑  “Profiles of Daring”. 《워싱턴 포스트》. 1981년 6월 23일. 2019년 6월 17일에 원본 문서에서 보존된 문서. 2019년 6월 17일에 확인함.
20. 1 2 3 4 5  Brooke, James (1986년 3월 8일). “Spinning New Cables for Bridge's 2d Century”. 《뉴욕 타임스》 (미국 영어). ISSN 0362-4331. 2020년 3월 25일에 원본 문서에서 보존된 문서. 2019년 6월 18일에 확인함.
21. 1 2  Steinman, D. B. (1922). 《A Practical Treatise on Suspension Bridges: Their Design, Construction and Erection》. 와일리. 84쪽. 2019년 7월 4일에 확인함.
22. 1 2  Langmead, D. (2009). 《Icons of American Architecture: From the Alamo to the World Trade Center》. Greenwood Icons. Greenwood Press. 56쪽. ISBN 978-0-313-34207-3. 2024년 1월 25일에 원본 문서에서 보존된 문서. 2019년 7월 4일에 확인함.
23. 1 2 3  Farrington, E. F. (1881). 《Concise Description of the East River Bridge: With Full Details of Construction ... Two Lectures Delivered ... March 6 and 13, 1880》. C. D. Wynkoop, Printer. 25–26쪽. 2024년 1월 25일에 원본 문서에서 보존된 문서. 2019년 7월 4일에 확인함.
24. 1 2 3  “Brooklyn Span Job Is 'Up' to Schedule'; Laying New Roadbed on Brooklyn Bridge”. 《The New York Times》 (미국 영어). 1950년 9월 20일. ISSN 0362-4331. 2019년 6월 27일에 원본 문서에서 보존된 문서. 2019년 6월 27일에 확인함.
25. 1 2  National Park Service 1966, 7쪽.
26. ↑  Mehren, E. J.; Meyer, H. C.; Wingate, C. F.; Goodell, J. M. (1889). 《Engineering Record, Building Record and Sanitary Engineer》. McGraw Publishing Company. 105쪽. 2024년 1월 25일에 원본 문서에서 보존된 문서. 2019년 7월 4일에 확인함.
27. ↑  Dunlap, David W. (1985년 8월 16일). “It's Time to Cross Some Bridges: A Guide to 4 Prominent Promenades”. 《The New York Times》 (미국 영어). ISSN 0362-4331. 2019년 7월 5일에 원본 문서에서 보존된 문서. 2019년 7월 5일에 확인함.
28. 1 2  Brooklyn Bridge Promenade 2016, 26–27쪽.
29. ↑  Brooklyn Bridge Promenade Recommendation Report 2016, 10쪽.
30. ↑  Barone, Vincent (2016년 8월 9일). “City Considers Expansion of Brooklyn Bridge Path”. 《am New York》 (영어). 2019년 7월 5일에 원본 문서에서 보존된 문서. 2019년 7월 5일에 확인함.
31. ↑  “Obituary; Edward R. Janes”. 《Hartford Courant》. 1902년 1월 11일. 5면. 2021년 8월 14일에 원본 문서에서 보존된 문서. 2021년 8월 14일에 확인함 – newspapers.com 경유.
32. ↑  Comfort, Randall (1906). 《History of Bronx Borough, City of New York》. North Side News Press.
33. ↑  “Brooklyn Bridge” (PDF). 《nyc.gov》. 뉴욕 교통국. 2018년 6월 29일. 2018년 9월 16일에 원본 문서 (PDF)에서 보존된 문서. 2019년 6월 18일에 확인함.
34. 1 2 3 4 5  McCullough 1972, 330–331쪽.
35. 1 2  Branch, John (2010년 5월 13일). “To Fix Bridge, Skateboard Mecca May Be Lost”. 《The New York Times》 (미국 영어). ISSN 0362-4331. 2020년 11월 9일에 원본 문서에서 보존된 문서. 2020년 5월 11일에 확인함.
36. 1 2  Porter, Justin (2005년 6월 24일). “Under a Bridge, And on Top of the World”. 《The New York Times》 (미국 영어). ISSN 0362-4331. 2021년 3월 9일에 원본 문서에서 보존된 문서. 2020년 5월 11일에 확인함.
37. ↑  “It Looks Like the Brooklyn Banks May Be Done”. 《Skate Newswire》 (미국 영어). 2020년 5월 10일. 2020년 8월 14일에 원본 문서에서 보존된 문서. 2020년 5월 11일에 확인함.
38. ↑  Leland, John (2024년 7월 27일). “You See Rubble and Garbage. She Sees New York's Next Great Park.”. 《The New York Times》 (미국 영어). ISSN 0362-4331. 2024년 7월 28일에 확인함.
39. ↑  Izzo, Christina (2023년 5월 26일). “The Arches, a new public park, opens beneath the Brooklyn Bridge”. 《Time Out New York》. 2024년 11월 17일에 확인함; Shivonne, Adeja (2023년 5월 24일). “Brooklyn Bridge turns 140, with a new addition open to the public”. FOX 5 New York. 2024년 11월 17일에 확인함.
40. ↑  Quigley, Liam (2024년 11월 17일). “Public space reopens beneath Brooklyn Bridge, giving Chinatown a bit more room to breathe”. 《Gothamist》. 2024년 11월 17일에 확인함.
41. 1 2  McCullough 1972, 350–351쪽.
42. 1 2 3 4 5 6 7  “About the Brooklyn Bridge”. 《The New York Sun》. 1891년 6월 11일. 6면. 2024년 1월 25일에 원본 문서에서 보존된 문서. 2019년 6월 26일에 확인함 – newspapers.com 경유.
43. 1 2 3 4  Brown Brothers (1929년 12월 29일). “A Builder Of New York And His Bridge; Washington A. Roebling, Who Erected the Brooklyn Span, Risked and Lost His Health in the Great Enterprise”. 《The New York Times》 (미국 영어). ISSN 0362-4331. 2024년 1월 25일에 원본 문서에서 보존된 문서. 2019년 7월 1일에 확인함.
44. ↑  Mooney, Jake (2007년 12월 30일). “His View From the Bridge”. 《The New York Times》 (미국 영어). ISSN 0362-4331. 2019년 7월 8일에 원본 문서에서 보존된 문서. 2019년 7월 8일에 확인함.
45. 1 2 3  “Wire rope for bridge to be shipped”. 《New York Daily News》. 1986년 11월 18일. 120면. 2024년 8월 8일에 확인함 – newspapers.com 경유.
46. 1 2  “Brooklyn Bridge Cables to Get Relief From Steel Briefly”. 《The Morning Call》. 1986년 2월 24일. 2024년 8월 8일에 확인함.
47. ↑  McCullough 1972, 308쪽.
48. 1 2 3 4 5 6 7 8  National Park Service 1966, 5쪽.
49. 1 2 3 4  Schneider, Daniel B. (1999년 1월 10일). “F.y.i.”. 《The New York Times》 (미국 영어). ISSN 0362-4331. 2019년 7월 2일에 원본 문서에서 보존된 문서. 2019년 7월 2일에 확인함.
50. 1 2 3  Jankowski, Nicole (2017년 1월 30일). “A Sip Of History: The Hidden Wine Cellars Under The Brooklyn Bridge”. 《NPR.org》 (영어). 2019년 7월 2일에 원본 문서에서 보존된 문서. 2019년 7월 2일에 확인함.
51. 1 2 3  Chambers, Marcia (1976년 9월 22일). “The 'Other' Brooklyn Bridge: Spacious Offices and Labyrinthine Caves”. 《The New York Times》 (미국 영어). ISSN 0362-4331. 2019년 7월 2일에 원본 문서에서 보존된 문서. 2019년 7월 2일에 확인함.
52. ↑  “Notes from the Underground”. 《뉴욕》 (영어). 1978년 7월 10일. 88쪽. 2024년 1월 25일에 원본 문서에서 보존된 문서. 2019년 7월 2일에 확인함.
53. ↑  Lyons, Richard D. (1990년 2월 28일). “Real Estate; Bridge-Vault Development Is Stalled”. 《The New York Times》 (미국 영어). ISSN 0362-4331. 2024년 1월 25일에 원본 문서에서 보존된 문서. 2019년 7월 8일에 확인함.
54. ↑  Krattinger, William E.; Hale, Darcey; Hale, Bruce; Glenn, Morris (August 2012). “National Register of Historic Places Registration Form: Ligonier Point Historic District” (PDF). 8쪽. 2021년 2월 25일에 원본 문서 (PDF)에서 보존된 문서. 2016년 2월 1일에 확인함.
55. ↑  McLane, Charles B.; McLane, Carol Evarts (1997). 《Islands of the Mid-Maine Coast》 I. Tilbury House & Island Institute. 134쪽. ISBN 978-0884481850.
56. 1 2  Simko-Bednarski, Evan (2024년 1월 11일). “Brooklyn Bridge's New Bright Lights Shine on Storied NYC Landmark”. 《New York Daily News》. 2024년 1월 13일에 원본 문서에서 보존된 문서. 2024년 1월 13일에 확인함; Beer, Isabel Song (2024년 1월 12일). “DOT celebrates Brooklyn Bridge 'glow up,' iconic span will be lit for first time since 1983”. 《Brooklyn Paper》. 2024년 1월 12일에 원본 문서에서 보존된 문서. 2024년 1월 13일에 확인함.
57. 1 2  McCullough 1972, 564쪽.
58. ↑  National Park Service 1966, 2, 5쪽.
59. ↑  Davis, J.; Galland, B. (2013). 《Island Time: An Illustrated History of St. Simons Island, Georgia》. University of Georgia Press. 144쪽. ISBN 978-0-8203-4245-0. 2020년 2월 16일에 확인함.
60. 1 2 3 4 5  “Brooklyn Bridge, Part 2”. 《Structure magazine》. 2012년 11월 5일. 2021년 3월 8일에 원본 문서에서 보존된 문서. 2019년 6월 18일에 확인함.
61. ↑  McCullough 1972, 269–271쪽.
62. 1 2  “Brooklyn's Bridge; The Mammoth Caisson for the New York Tower”. 《New York Daily Herald》. 1871년 4월 18일. 13면. 2019년 6월 18일에 확인함 – newspapers.com 경유.
63. 1 2 3 4 5 6  McCullough 1972, 24–25쪽.
64. 1 2  Brock, H. i. (1933년 5월 21일). “Brooklyn Bridge:Fifty Vivid Years; The Historic Span Ushered in the Era of Manhattan's Ties With Neighbors”. 《The New York Times》 (미국 영어). ISSN 0362-4331. 2019년 7월 2일에 원본 문서에서 보존된 문서. 2019년 7월 2일에 확인함.
65. 1 2  “The Building of the Bridge; Its Cost and the Difficulties Met With-- Details of the History of a Great Engineering Triumph”. 《The New York Times》 (미국 영어). 1883년 5월 24일. ISSN 0362-4331. 2019년 6월 28일에 원본 문서에서 보존된 문서. 2019년 6월 26일에 확인함.
66. ↑  “John Augustus Roebling”. 미국토목학회. 2021년 9월 11일에 원본 문서에서 보존된 문서. 2019년 6월 17일에 확인함.
67. ↑  “New-York; Affairs At The State Capital”. 《The New York Times》 (미국 영어). 2018년 4월 18일. ISSN 0362-4331. 2018년 11월 8일에 원본 문서에서 보존된 문서. 2018년 4월 23일에 확인함.
68. 1 2  《An Act to Incorporate the New York Bridge Company, For the Purpose of Constructing and Maintaining a Bridge over the East River, Between the Cities of New York and Brooklyn》. Brooklyn Savings Bank. 1867년 4월 16일. 2018년 4월 23일에 확인함 – Internet Archive 경유.
69. 1 2  “The Brooklyn Bridge; Report of the Subcommittee of Fifty Important Facts and Figures The New-York And Brooklyn Bridge.”. 《The New York Times》 (미국 영어). 1872년 4월 10일. ISSN 0362-4331. 2024년 1월 25일에 원본 문서에서 보존된 문서. 2018년 4월 23일에 확인함.
70. ↑  E.P.D. (1867년 1월 25일). “The East River Bridge”. 《The Brooklyn Daily Eagle》 27 (22). 2면. 2007년 10월 19일에 원본 문서에서 보존된 문서. 2007년 11월 26일에 확인함.
71. ↑  “The East River Bridge”. 《Brooklyn Daily Eagle》. 1867년 9월 10일. 2면. 2024년 1월 25일에 원본 문서에서 보존된 문서. 2019년 6월 18일에 확인함 – Brooklyn Public Library; newspapers.com 경유.
72. ↑  “Local Intelligence; The East River Bridge”. 《The New York Times》 (미국 영어). 1867년 9월 11일. ISSN 0362-4331. 2019년 6월 21일에 원본 문서에서 보존된 문서. 2019년 6월 21일에 확인함.
73. ↑  McCullough 1972, 32–33쪽.
74. ↑  McCullough 1972, 26–28쪽.
75. ↑  McCullough 1972, 35–38쪽.
76. ↑  McCullough 1972, 85–89쪽.
77. ↑  “The Accident to Mr. Roebling”. 《Brooklyn Daily Eagle》. 1869년 6월 30일. 3면. 2024년 1월 25일에 원본 문서에서 보존된 문서. 2019년 6월 18일에 확인함 – Brooklyn Public Library; newspapers.com 경유.
78. ↑  McCullough 1972, 90–91쪽.
79. ↑  “The Building Of The Bridge; Its Cost And The Difficulties Met With”. 《The New York Times》 (미국 영어). 1883년 5월 24일. ISSN 0362-4331. 2019년 6월 28일에 원본 문서에서 보존된 문서. 2009년 10월 27일에 확인함.
80. ↑  Wagner 2017, 15쪽.
81. ↑  McCullough 1972, 128–129쪽.
82. ↑  “Brooklyn Bridge”. Historic Bridges. 2020년 10월 25일에 원본 문서에서 보존된 문서. 2020년 10월 3일에 확인함.
83. ↑  “The Curse of the Roeblings? The Construction of the Brooklyn Bridge” (영어). 뉴욕 박물관. 2012년 9월 11일. 2020년 10월 24일에 원본 문서에서 보존된 문서. 2020년 10월 3일에 확인함.
84. 1 2 3 4  Roark, James L.; Johnson, Michael P.; Furstenburg, Francois; Cline Cohen, Patricia; Hartmann, Susan M.; Stage, Sarah; Igo, Sarah E. (2020). 〈Chapter 19 The City and Its Workers: 1870–1900〉. 《The American Promise: A History of the United States》 (Kindle). Combined Volume Value, 8판. Boston, MA: Bedford/St. Martin's. Kindle Locations 14108–14114. ISBN 978-1319208929. OCLC 1096495503.
85. ↑  Roebling, Washington (1873). 《Pneumatic Tower Foundations of the East River Suspension Bridge》. Averell & Peckett. 46쪽.
86. 1 2  McCullough 1972, 196쪽.
87. ↑  “The Caisson of the East River Bridge on Fire—The Works Damaged to the Extent of $20,000”. 《The New York Times》 (미국 영어). 1870년 12월 3일. ISSN 0362-4331. 2021년 3월 10일에 원본 문서에서 보존된 문서. 2019년 6월 18일에 확인함.
88. ↑  Copage, Eric V. (1870년 12월 3일). “Fire Under Water”. 《New York Herald》. 14면. 2024년 1월 25일에 원본 문서에서 보존된 문서. 2019년 6월 18일에 확인함 – newspapers.com 경유.
89. 1 2  McCullough 1972, 242–245쪽.
90. ↑  McCullough 1972, 202–203쪽.
91. 1 2 3  Talbot 2011, 3쪽.
92. ↑  “Brooklyn Bridge; Launch of the Colossal Caisson for the New York Shore Tower”. 《New York Daily Herald》. 1871년 5월 9일. 5면. 2024년 1월 25일에 원본 문서에서 보존된 문서. 2019년 6월 18일에 확인함 – newspapers.com 경유.
93. ↑  “The East River Bridge; The Caisson on the New-York Side Successfully Moved to Its Proper Position. Diplomatic Changes”. 《The New York Times》 (미국 영어). 1871년 9월 12일. ISSN 0362-4331. 2020년 8월 9일에 원본 문서에서 보존된 문서. 2019년 6월 18일에 확인함.
94. ↑  “Hudson River Tunnel”. 《Engineering Timelines》. 2016년 12월 20일에 원본 문서에서 보존된 문서. 2016년 12월 4일에 확인함.
95. ↑  “The Brooklyn Bridge; Its Progress—The New-York Pier-Effects Of the Compressed Air on the Workmen”. 《The New York Times》 (미국 영어). 1872년 6월 24일. ISSN 0362-4331. 2019년 6월 19일에 원본 문서에서 보존된 문서. 2019년 6월 19일에 확인함.
96. ↑  Smith, Andrew Heermance (1886). 《The Physiological, Pathological and Therapeutical Effects of Compressed Air》. George S. Davis. 2009년 4월 17일에 확인함.
97. ↑  Acott, Chris (1999). “A Brief History of Diving and Decompression Illness.”. 《South Pacific Underwater Medicine Society Journal》. 29권 2호. ISSN 0813-1988. OCLC 16986801. 2011년 9월 5일에 원본 문서에서 보존된 문서. 2009년 4월 17일에 확인함.
98. ↑  McCullough 1972, 294쪽.
99. ↑  “The Brooklyn Bridge; The Caisson Filled In”. 《Brooklyn Union》. 1872년 7월 17일. 3면. 2024년 1월 25일에 원본 문서에서 보존된 문서. 2019년 6월 18일에 확인함 – newspapers.com 경유.
100. ↑  Butler, W. P. (2004). “Caisson Disease During the Construction of the Eads and Brooklyn Bridges: A Review”. 《Undersea Hyperb Med》. 31권 4호. 445–59쪽. PMID 15686275. 2011년 8월 22일에 원본 문서에서 보존된 문서. 2008년 6월 19일에 확인함.
101. 1 2  McCullough 1972, 297–298쪽.
102. ↑  “Emily Warren Roebling”. American Society of Civil Engineers. 2019년 10월 22일에 원본 문서에서 보존된 문서. 2018년 4월 25일에 확인함.
103. ↑  “Mrs. Roebling's Skill; How the Wife of the Brooklyn Bridge Engineer Has Assisted Her Husband”. 《The New York Times》 (미국 영어). 1883년 5월 23일. ISSN 0362-4331. 2019년 6월 26일에 원본 문서에서 보존된 문서. 2019년 6월 26일에 확인함.
104. 1 2  McCullough 1972, 333쪽.
105. ↑  “The Brooklyn Bridge; Annual Meeting of the Company”. 《New York Daily Herald》. 1873년 6월 3일. 5면. 2024년 1월 25일에 원본 문서에서 보존된 문서. 2019년 6월 18일에 확인함 – newspapers.com 경유.
106. ↑  “The Brooklyn Bridge; Official Statement of the Progress of the Work—The Annual Meeting”. 《The New York Times》 (미국 영어). 1873년 6월 3일. ISSN 0362-4331. 2019년 6월 19일에 원본 문서에서 보존된 문서. 2019년 6월 19일에 확인함.
107. ↑  “The East River Bridge; Completion of the Arches of the Brooklyn Pier the Work on the New-York Side”. 《The New York Times》 (미국 영어). 1874년 8월 1일. ISSN 0362-4331. 2019년 6월 19일에 원본 문서에서 보존된 문서. 2019년 6월 19일에 확인함.
108. ↑  “The Bridge Tower; Its Practical Completion on the Brooklyn Side To-Day”. 《Brooklyn Daily Eagle》. 1874년 12월 15일. 3면. 2024년 1월 25일에 원본 문서에서 보존된 문서. 2019년 6월 18일에 확인함 – Brooklyn Public Library; newspapers.com 경유.
109. ↑  McCullough 1972, 325쪽.
110. 1 2  McCullough 1972, 338쪽.
111. ↑  McCullough 1972, 335–336쪽.
112. ↑  Barnes 1883, 16쪽.
113. ↑  McCullough 1972, 307쪽.
114. ↑  “The Brooklyn Bridge; Work on the Anchorage Commenced”. 《Brooklyn Times Union》. 1873년 1월 24일. 2면. 2024년 1월 25일에 원본 문서에서 보존된 문서. 2019년 6월 18일에 확인함 – newspapers.com 경유.
115. ↑  “The Bridge; Completion of the Brooklyn Anchorage”. 《Brooklyn Daily Eagle》. 1875년 8월 16일. 4면. 2024년 1월 25일에 원본 문서에서 보존된 문서. 2019년 6월 18일에 확인함 – Brooklyn Public Library; newspapers.com 경유.
116. ↑  National Park Service 1966, 6쪽.
117. ↑  “The Towers and the Anchorages Complete, And the Cables Ready”. 《Brooklyn Times-Union》. 1876년 7월 24일. 3면. 2024년 1월 25일에 원본 문서에서 보존된 문서. 2019년 6월 18일에 확인함 – newspapers.com 경유.
118. 1 2  “The Suspension Bridge; Progress of the Great Work. The Archways East and West of the Anchorage Piers the Laying of Strands of the Great Cables Demolition of Buildings in Both Cities a Doomed Church the Line of the Road Way in New-York”. 《The New York Times》 (미국 영어). 1877년 9월 11일. ISSN 0362-4331. 2019년 6월 22일에 원본 문서에서 보존된 문서. 2019년 6월 22일에 확인함.
119. ↑  “The East River Bridge; The First Wires Stretched Between the New-York And Brooklyn Towers”. 《The New York Times》 (미국 영어). 1876년 8월 15일. ISSN 0362-4331. 2019년 6월 21일에 원본 문서에서 보존된 문서. 2019년 6월 21일에 확인함.
120. ↑  “The Bridge. Some Interesting Facts About the Great Enterprise”. 《Brooklyn Daily Eagle》. 1876년 8월 11일. 4면. 2024년 1월 25일에 원본 문서에서 보존된 문서. 2019년 6월 18일에 확인함 – Brooklyn Public Library; newspapers.com 경유.
121. ↑  McCullough 1972, 358–359쪽.
122. 1 2  “Local Miscellany; Work on the East River Bridge. Another Wire Carried from Anchorage to Anchorage the Operation of Cutting the Lashings a Large Number of Curious Spectators Present”. 《The New York Times》 (미국 영어). 1876년 8월 30일. ISSN 0362-4331. 2019년 6월 22일에 원본 문서에서 보존된 문서. 2019년 6월 22일에 확인함.
123. ↑  McCullough 1972, 360쪽.
124. ↑  “A Ride Over East River – The Bridge Machinery Working”. 《The New York Times》 (미국 영어). 1876년 8월 26일. 8면. ISSN 0362-4331. 2019년 6월 22일에 원본 문서에서 보존된 문서. 2019년 6월 22일에 확인함.
125. ↑  “Another Rope Across The River”. 《New-York Tribune》. 1876년 8월 30일. 2면. 2024년 1월 25일에 원본 문서에서 보존된 문서. 2019년 6월 18일에 확인함 – newspapers.com 경유.
126. ↑  McCullough 1972, 397쪽.
127. 1 2  “The Brooklyn Bridge: Opening Of The Bids For The Wire For The Main Cables—The Contract Not Yet Awarded”. 《The New York Times》 (미국 영어). 1876년 12월 28일. ISSN 0362-4331. 2019년 6월 21일에 원본 문서에서 보존된 문서. 2019년 6월 21일에 확인함.
128. ↑  McCullough 1972, 369쪽.
129. ↑  McCullough 1972, 381쪽.
130. ↑  McCullough 1972, 393쪽.
131. ↑  “The East River Bridge; Decision of the Trustees in Favor of the Use of Crucible Cast-Steel Cables Award of the Contract to Mr. J. Lloyd Haigh”. 《The New York Times》 (미국 영어). 1877년 1월 16일. ISSN 0362-4331. 2019년 6월 21일에 원본 문서에서 보존된 문서. 2019년 6월 21일에 확인함.
132. 1 2  McCullough 1972, 400–401쪽.
133. ↑  “The East River Bridge; Satisfactory Progress of the Work How the Wires Are Laid and the Strands Formed”. 《The New York Times》 (미국 영어). 1877년 7월 7일. ISSN 0362-4331. 2019년 6월 22일에 원본 문서에서 보존된 문서. 2019년 6월 22일에 확인함.
134. ↑  “The East River Bridge; Slow but Satisfactory Work Placing the Great Cables in Position a New Iron Staircase at the Brooklyn Tower”. 《The New York Times》 (미국 영어). 1877년 5월 27일. ISSN 0362-4331. 2019년 6월 22일에 원본 문서에서 보존된 문서. 2019년 6월 22일에 확인함.
135. 1 2  McCullough 1972, 405–408쪽.
136. 1 2  “The Bridge; Regular Monthly Meeting of the Trustees”. 《Brooklyn Daily Eagle》. 1877년 10월 2일. 2면. 2024년 1월 25일에 원본 문서에서 보존된 문서. 2019년 6월 18일에 확인함 – Brooklyn Public Library; newspapers.com 경유.
137. ↑  “The Brooklyn Bridge; First Fall Meeting of the Trustees a Discussion as to the Use of Bessemer or Cast Steel for the Wire Rope”. 《The New York Times》 (미국 영어). 1877년 10월 2일. ISSN 0362-4331. 2019년 6월 22일에 원본 문서에서 보존된 문서. 2019년 6월 22일에 확인함.
138. ↑  “Work on the East River Bridge; The Main Cables More Than Two-Thirds Completed Method of Transit and Fares a Separate Bridge Railway Favored by the Directors”. 《The New York Times》 (미국 영어). 1878년 5월 21일. ISSN 0362-4331. 2019년 6월 22일에 원본 문서에서 보존된 문서. 2019년 6월 22일에 확인함.
139. ↑  McCullough 1972, 438–440쪽.
140. ↑  “Killed by a Cable Strand; Fatal Crash at the Brooklyn Bridge”. 《The New York Times》 (미국 영어). 1878년 6월 15일. ISSN 0362-4331. 2019년 6월 22일에 원본 문서에서 보존된 문서. 2019년 6월 22일에 확인함.
141. ↑  “The Bridge Accident”. 《Brooklyn Times Union》. 1878년 6월 15일. 2면. 2024년 1월 25일에 원본 문서에서 보존된 문서. 2019년 6월 18일에 확인함 – newspapers.com 경유.
142. ↑  “The Brooklyn Bridge”. 《New York Daily Herald》. 1877년 1월 14일. 14면. 2024년 1월 25일에 원본 문서에서 보존된 문서. 2018년 4월 26일에 확인함 – newspapers.com 경유.
143. ↑  McCullough, David (2007년 5월 31일). 《The Great Bridge: The Epic Story of the Building of the Brooklyn Bridge》. 사이먼 & 슈스터. ISBN 978-0-7432-1831-3.
144. ↑  “Monthly Meeting of the Trustees”. 《Brooklyn Daily Eagle》. 1877년 1월 12일. 2면. 2020년 1월 27일에 원본 문서에서 보존된 문서. 2018년 4월 26일에 확인함 – Brooklyn Public Library; newspapers.com 경유.
145. ↑  Reier, Sharon (2012). 《Bridges of New York》. 도버 출판사. 20쪽. ISBN 978-0-486-13705-6. OCLC 868273040.
146. 1 2 3  McCullough 1972, 443–444, 447쪽.
147. 1 2 3  Mensch, B. G. (2018). 《In the Shadow of Genius: The Brooklyn Bridge and Its Creators》. Fordham University Press. 114쪽. ISBN 978-0-8232-8105-3. 2024년 1월 25일에 원본 문서에서 보존된 문서. 2020년 2월 12일에 확인함.
148. ↑  McCullough 1972, 451쪽.
149. ↑  “The Brooklyn Bridge; Will the Trustees Get Good or Bad Steel for the Superstructure?”. 《The New York Times》 (미국 영어). 1879년 7월 2일. ISSN 0362-4331. 2019년 6월 23일에 원본 문서에서 보존된 문서. 2019년 6월 23일에 확인함.
150. 1 2 3  “The Steel for Brooklyn Bridge”. 《The Daily Gazette》. 1880년 4월 12일. 1면. 2024년 1월 25일에 원본 문서에서 보존된 문서. 2019년 12월 17일에 확인함 – newspapers.com 경유.
151. ↑  “The Edgemoor Iron Works”. 《Brooklyn Times-Union》. 1879년 7월 10일. 2면. 2024년 1월 25일에 원본 문서에서 보존된 문서. 2019년 6월 18일에 확인함 – newspapers.com 경유.
152. ↑  “Controller Steinmetz's Letter; Hon. Henry O. Murphy, President Board Trustees of the New-York And Brooklyn Bridge: SIR: At the Last Meeting of the Executive Committee the Following Resolution Was Passed by a Majority Vote”. 《The New York Times》 (미국 영어). 1879년 7월 8일. ISSN 0362-4331. 2019년 6월 23일에 원본 문서에서 보존된 문서. 2019년 6월 23일에 확인함.
153. ↑  “The Brooklyn Bridge; An Important Steel Contract Discussed --Salaries Raised”. 《The New York Times》 (미국 영어). 1880년 2월 3일. ISSN 0362-4331. 2019년 6월 23일에 원본 문서에서 보존된 문서. 2019년 6월 23일에 확인함.
154. ↑  “The Edgemoor Iron Works”. 《New-York Tribune》. 1880년 10월 5일. 8면. 2024년 1월 25일에 원본 문서에서 보존된 문서. 2019년 6월 18일에 확인함 – newspapers.com 경유.
155. ↑  “Steel for the Brooklyn Bridge”. 《The New York Times》 (미국 영어). 1881년 11월 9일. ISSN 0362-4331. 2019년 6월 24일에 원본 문서에서 보존된 문서. 2019년 6월 24일에 확인함.
156. 1 2  McCullough 1972, 485쪽.
157. ↑  “The Brooklyn Bridge Again”. 《The New York Times》 (미국 영어). 1882년 6월 25일. ISSN 0362-4331. 2019년 6월 24일에 원본 문서에서 보존된 문서. 2019년 6월 24일에 확인함.
158. 1 2 3  McCullough 1972, 494–495쪽.
159. ↑  “Progress of the Brooklyn Bridge”. 《The New York Times》 (미국 영어). 1882년 8월 24일. ISSN 0362-4331. 2019년 6월 24일에 원본 문서에서 보존된 문서. 2019년 6월 24일에 확인함.
160. 1 2  “The Brooklyn Bridge; Bids for Lighting the Structure by Electricity”. 《The New York Times》 (미국 영어). 1883년 2월 13일. ISSN 0362-4331. 2019년 6월 25일에 원본 문서에서 보존된 문서. 2019년 6월 25일에 확인함.
161. ↑  “The Brooklyn Bridge; A Schedule of Tolls Reported”. 《The New York Times》 (미국 영어). 1883년 3월 13일. ISSN 0362-4331. 2019년 6월 25일에 원본 문서에서 보존된 문서. 2019년 6월 25일에 확인함.
162. 1 2  McCullough 1972, 424쪽.
163. ↑  “The Big Brooklyn Bridge; The Supreme Court Asked to Call It an Obstruction”. 《The New York Times》 (미국 영어). 1883년 11월 7일. ISSN 0362-4331. 2024년 1월 25일에 원본 문서에서 보존된 문서. 2019년 6월 26일에 확인함.
164. ↑  “The Obstacles to the Bridge, Views Of New Yorkers—Its Supposed Shakiness”. 《The New York Times》 (미국 영어). 1879년 3월 21일. ISSN 0362-4331. 2021년 3월 8일에 원본 문서에서 보존된 문서. 2020년 1월 24일에 확인함.
165. ↑  “The East River Bridge; Doubts Expressed of Its Asserted Strength” (PDF). 《The Evening Post》. 1879년 3월 21일. 2021년 9월 1일에 원본 문서 (PDF)에서 보존된 문서. 2020년 1월 23일에 확인함 – fultonhistory.com 경유.
166. ↑  “The Brooklyn Bridge Suit; The United States Supreme Court Decides That It Is a Lawful Structure”. 《The New York Times》 (미국 영어). 1883년 11월 27일. ISSN 0362-4331. 2019년 6월 26일에 원본 문서에서 보존된 문서. 2019년 6월 26일에 확인함.
167. ↑  “Glorification! The Cities Celebrate the Work That Makes Them One”. 《Brooklyn Daily Eagle》. 1883년 5월 24일. 12면. 2023년 3월 26일에 원본 문서에서 보존된 문서. 2019년 6월 26일에 확인함 – Brooklyn Public Library; newspapers.com 경유.
168. 1 2 3 4  “Brooklyn Daily Eagle Timeline”. Brooklyn Public Library. 2007년 11월 14일. 2007년 11월 14일에 원본 문서에서 보존된 문서. 2020년 2월 27일에 확인함.
169. 1 2  Reeves, Thomas C. (1975). 《Gentleman Boss》. 앨프리드 A. 크노프. 359–360쪽. ISBN 0-394-46095-2.
170. ↑   Chisholm, Hugh, 편집. (1911). 〈Hewitt, Abram Stevens〉. 《브리태니커 백과사전》 13 11판. 케임브리지 대학교 출판부. 417쪽.
171. ↑  Haw 2005, 30–32쪽.
172. ↑  Hewitt 1883, 297쪽.
173. ↑  “The First Travel Across the Brooklyn Bridge”. 《Poughkeepsie Eagle-News》. 1883년 5월 28일. 1면. 2024년 1월 24일에 원본 문서에서 보존된 문서. 2019년 6월 26일에 확인함 – newspapers.com 경유.
174. 1 2 3 4  “Yesterday's Calamity on the Brooklyn Bridge”. 《Buffalo Commercial》. 1883년 5월 31일. 1면. 2024년 1월 25일에 원본 문서에서 보존된 문서. 2019년 6월 26일에 확인함 – newspapers.com 경유.
175. ↑  “City Pays Off Brooklyn Bridge of 1883; Interest Was Double Cost of Erecting It”. 《The New York Times》 (미국 영어). 1956년 11월 3일. ISSN 0362-4331. 2019년 7월 4일에 원본 문서에서 보존된 문서. 2019년 7월 4일에 확인함.
176. ↑  “Brooklyn Bridge (1883)”. 《Bridges of Dublin》. 더블린 시의회. 2017. 2024년 1월 25일에 원본 문서에서 보존된 문서. 2017년 3월 19일에 확인함.
177. ↑  Lewis, Laurie (2022년 4월 1일). 《New York City Firsts: Big Apple Innovations That Changed the Nation and the World》 (영어). Rowman & Littlefield. ISBN 978-1-4930-6304-8. 2023년 11월 4일에 원본 문서에서 보존된 문서. 2023년 5월 24일에 확인함.
178. ↑  “The First Falls View Suspension Bridge”. 《Niagara Falls Info》. 2017년 2월 3일. 2022년 2월 24일에 원본 문서에서 보존된 문서. 2022년 2월 24일에 확인함.
179. ↑  “Finishing the Bridge; The Railroad, The Sands-Street Entrances, And the Warehouses”. 《The New York Times》 (미국 영어). 1883년 7월 4일. ISSN 0362-4331. 2019년 6월 26일에 원본 문서에서 보존된 문서. 2019년 6월 26일에 확인함.
180. ↑  “Dead on the New Bridge; Fatal Crush at the Western Approach”. 《The New York Times》 (미국 영어). 1883년 5월 31일. ISSN 0362-4331. 2019년 4월 3일에 원본 문서에서 보존된 문서. 2019년 6월 26일에 확인함.
181. ↑  “Work on the Bridge; Precautions to Be Taken to Prevent Future Accidents”. 《The New York Times》 (미국 영어). 1883년 6월 3일. ISSN 0362-4331. 2019년 6월 27일에 원본 문서에서 보존된 문서. 2019년 6월 27일에 확인함.
182. ↑  “Managing the Bridge; The Trustees Adopt a Plan for Protection Against Fire”. 《The New York Times》 (미국 영어). 1883년 7월 10일. ISSN 0362-4331. 2019년 6월 27일에 확인함.
183. ↑  “The Grip Begins Its Work; By Cable Over the Brooklyn Bridge. Many People Using the Cars on the Opening Day—Col. Paine Loses His Only Once”. 《The New York Times》 (미국 영어). 1883년 9월 25일. ISSN 0362-4331. 2019년 6월 26일에 원본 문서에서 보존된 문서. 2019년 6월 26일에 확인함.
184. ↑  Small 1957, 5쪽.
185. ↑  Bildner, Phil (2004). 《Twenty-One Elephants》. 사이먼 & 슈스터. ISBN 0-689-87011-6.
186. ↑  Prince, April Jones (2005). 《Twenty-One Elephants and Still Standing》. 호턴 미플린. ISBN 0-618-44887-X.
187. ↑  McCullough 1972, 546–547쪽.
188. ↑  Small 1957, 10–11쪽.
189. ↑  “Brooklyn Bridge Anniversary; Statistics as to Its Work and Income Since It Was Opened”. 《The New York Times》 (미국 영어). 1893년 5월 25일. ISSN 0362-4331. 2021년 3월 8일에 원본 문서에서 보존된 문서. 2019년 6월 28일에 확인함.
190. 1 2  Haw, Richard (2012년 10월 2일). 《Art of the Brooklyn Bridge: A Visual History》 (영어). Routledge. 90쪽. ISBN 978-1-136-60366-2. 2024년 1월 25일에 원본 문서에서 보존된 문서. 2022년 4월 14일에 확인함.
191. ↑  Small 1957, 14쪽.
192. ↑  “Trolleys on the Bridge; Cars of Five Brooklyn Lines Cross the Structure to Manhattan Borough”. 《The New York Times》 (미국 영어). 1898년 2월 17일. ISSN 0362-4331. 2019년 6월 30일에 원본 문서에서 보존된 문서. 2019년 6월 30일에 확인함.
193. 1 2  “Double-Deck Plan For Brooklyn Bridge; Mr. Hildenbrand Criticises Scheme of Mr. Lindenthal”. 《The New York Times》 (미국 영어). 1902년 3월 16일. ISSN 0362-4331. 2019년 7월 1일에 원본 문서에서 보존된 문서. 2019년 7월 1일에 확인함.
194. ↑  “Big Break Alarms Vast Bridge Crowd; Twelye Suspension Rods on The Cables Snap”. 《The New York Times》 (미국 영어). 1901년 7월 25일. ISSN 0362-4331. 2019년 7월 1일에 원본 문서에서 보존된 문서. 2019년 7월 1일에 확인함.
195. ↑  “Overburden and Neglect”. 《New-York Tribune》. 1901년 7월 27일. 2면. 2024년 1월 25일에 원본 문서에서 보존된 문서. 2019년 7월 1일에 확인함 – newspapers.com 경유.
196. ↑  “Inspection Of The Brooklyn Bridge; Commissioner Lindenthal Says It Is Thorough and Systematic”. 《The New York Times》 (미국 영어). 1902년 8월 13일. ISSN 0362-4331. 2019년 7월 1일에 원본 문서에서 보존된 문서. 2019년 7월 1일에 확인함.
197. ↑  “Safeguarding the Brooklyn Bridge”. 《The New York Times》 (미국 영어). 1907년 8월 25일. ISSN 0362-4331. 2019년 7월 1일에 원본 문서에서 보존된 문서. 2019년 7월 1일에 확인함.
198. ↑  “The Second Brooklyn Bridge”. 《The New York Times》 (미국 영어). 1890년 1월 7일. ISSN 0362-4331. 2021년 3월 8일에 원본 문서에서 보존된 문서. 2019년 6월 28일에 확인함.
199. ↑  “New Bridge In A Glory Of Fire; Wind-Up Of Opening Ceremonies a Brilliant Scene” (PDF). 《The New York Times》 (미국 영어). 1903년 12월 20일. ISSN 0362-4331. 2019년 6월 29일에 원본 문서 (PDF)에서 보존된 문서. 2017년 12월 27일에 확인함.
200. ↑  “Queensboro Bridge Opens To Traffic; A Great Host Sees the Mayor and Officials in Autos Speed Across” (PDF). 《The New York Times》 (미국 영어). 1909년 3월 31일. ISSN 0362-4331. 2019년 6월 29일에 원본 문서 (PDF)에서 보존된 문서. 2019년 6월 29일에 확인함.
201. ↑  “Manhattan Bridge Opened to Traffic” (PDF). 《The New York Times》 (미국 영어). 1910년 1월 1일. ISSN 0362-4331. 2019년 6월 29일에 원본 문서 (PDF)에서 보존된 문서. 2017년 12월 24일에 확인함.
202. ↑  McCullough 1972, 551쪽.
203. ↑  “Prize Fund for Atwood; Talk of One After Washington Commerce Chamber Refuses to Help”. 《The New York Times》 (미국 영어). 1911년 7월 19일. ISSN 0362-4331. 2019년 7월 1일에 원본 문서에서 보존된 문서. 2019년 7월 1일에 확인함.
204. ↑  “Aldermen Abolish Tolls for Wagons on Bridges”. 《Brooklyn Daily Eagle》. 1911년 7월 18일. 1면. 2024년 1월 25일에 원본 문서에서 보존된 문서. 2019년 7월 1일에 확인함 – Brooklyn Public Library; newspapers.com 경유.
205. ↑  Benardo, Leonard; Weiss, Jennifer (2006). 《Brooklyn by Name: How the Neighborhoods, Streets, Parks, Bridges, And More ..》. NYU Press. 41쪽. ISBN 9780814799468. 2024년 1월 25일에 원본 문서에서 보존된 문서. 2015년 4월 2일에 확인함. A Board of Aldermen resolution on January 26, 1915, made it official.
206. ↑  “Brooklyn Bridge Closed to Motor Traffic, Manhattan Bridge to Horse-Drawn Vehicles”. 《The New York Times》 (미국 영어). 1922년 7월 7일. ISSN 0362-4331. 2019년 7월 1일에 원본 문서에서 보존된 문서. 2019년 7월 1일에 확인함.
207. 1 2  “Brooklyn Bridge Safe, But Rebuild It, Whalen Advises; Two Big Cables Slip and the Capacity of the Structure Has Been Reached”. 《The New York Times》 (미국 영어). 1922년 7월 29일. ISSN 0362-4331. 2019년 7월 2일에 원본 문서에서 보존된 문서. 2019년 7월 2일에 확인함.
208. ↑  “Wants New Bridge At Twenty-Third St.; Whalen Would Build Another Span to Brooklyn and Keep Old Bridge, Too”. 《The New York Times》 (미국 영어). 1922년 7월 30일. ISSN 0362-4331. 2019년 7월 2일에 원본 문서에서 보존된 문서. 2019년 7월 2일에 확인함.
209. ↑  “Brooklyn Bridge Motor Traffic to Be Reopened Soon”. 《The Christian Science Monitor》. 1924년 12월 27일. 4면. ProQuest 511453785. |id=에 templatestyles stripmarker가 있음(위치 1) (도움말)
210. ↑  “May 1 to See Autos on Brooklyn Bridge; Passenger Traffic Will Be Resumed by Then, Says Commissioner Mills.”. 《The New York Times》. 1924년 12월 18일. ISSN 0362-4331. 2023년 11월 4일에 원본 문서에서 보존된 문서. 2023년 10월 19일에 확인함.
211. ↑  “To Reopen Brooklyn Bridge To Passenger Autos Today”. 《The New York Times》. 1925년 5월 12일. ISSN 0362-4331. 2023년 11월 3일에 원본 문서에서 보존된 문서. 2023년 10월 19일에 확인함.
212. ↑  “Vehicles on Brooklyn Bridge”. 《The Hartford Courant》. 1925년 5월 12일. 3면. ISSN 1047-4153. ProQuest 553994510. |id=에 templatestyles stripmarker가 있음(위치 1) (도움말)
213. ↑  “Gripes Ended 1-Way Brooklyn Bridge Test”. 《The Brooklyn Daily Eagle》. 1947년 1월 15일. 16면. 2024년 1월 15일에 원본 문서에서 보존된 문서. 2024년 1월 15일에 확인함.
214. 1 2  “Brooklyn Bridge to Be Modernized As Highway for 6,000 Cars an Hour; One-Time 'Eighth Wonder of the World' to Undergo Its First Major Changes -Engineers' Planning to Take a Year”. 《The New York Times》 (미국 영어). 1948년 9월 4일. ISSN 0362-4331. 2019년 6월 27일에 원본 문서에서 보존된 문서. 2019년 6월 27일에 확인함.
215. ↑  “Steinman to Revamp Brooklyn Bridge”. 《Poughkeepsie Journal》. 1948년 9월 20일. 11면. 2024년 1월 25일에 원본 문서에서 보존된 문서. 2019년 6월 26일에 확인함 – newspapers.com 경유.
216. ↑  “Brooklyn Bridge To Carry 6 Lanes; Steel Mesh Roadway, Ready in 1950, Included in $2,400,000 Modernization Plan”. 《The New York Times》 (미국 영어). 1949년 1월 16일. ISSN 0362-4331. 2019년 7월 2일에 원본 문서에서 보존된 문서. 2019년 7월 2일에 확인함.
217. ↑  “New Approaches to Speed Brooklyn Bridge Traffic”. 《The New York Times》 (미국 영어). 1951년 7월 23일. ISSN 0362-4331. 2019년 6월 27일에 원본 문서에서 보존된 문서. 2019년 6월 27일에 확인함.
218. ↑  Ingraham, Joseph C. (1950년 1월 23일). “As Brooklyn Bridge Was Closed Completely for First Time Since Opening in 1883; Brooklyn Bridge as Closed 8 Hours As Tests Are Begun for Rebuilding”. 《The New York Times》. ISSN 0362-4331. 2023년 11월 4일에 원본 문서에서 보존된 문서. 2023년 10월 19일에 확인함.
219. ↑  Small 1957, 20쪽.
220. ↑  “Brooklyn Bridge Traffic Will Undergo Changes”. 《The New York Times》 (미국 영어). 1950년 3월 3일. ISSN 0362-4331. 2019년 6월 27일에 원본 문서에서 보존된 문서. 2019년 6월 27일에 확인함.
221. 1 2  “Brooklyn Span, All Slicked Up, Set to Reopen”. 《데일리 뉴스》 (New York). 1954년 5월 2일. 171면. 2024년 1월 25일에 원본 문서에서 보존된 문서. 2019년 7월 1일에 확인함 – newspapers.com 경유.
222. ↑  “Brooklyn Bridge Gets a New Lane; New Three-Lane Road Opened on Brooklyn Bridge”. 《The New York Times》 (미국 영어). 1951년 5월 3일. ISSN 0362-4331. 2019년 6월 27일에 원본 문서에서 보존된 문서. 2019년 6월 27일에 확인함.
223. ↑  “New Three-Lane North Roadway of Brooklyn Bridge Opened to Traffic”. 《The New York Times》 (미국 영어). 1953년 10월 1일. ISSN 0362-4331. 2019년 7월 2일에 원본 문서에서 보존된 문서. 2019년 7월 2일에 확인함.
224. ↑  “Brooklyn Bridge Back In Full Use; Strollers and Drivers Happy as Ceremony Reopens Span After Four – Year Curbs”. 《The New York Times》 (미국 영어). 1954년 5월 4일. ISSN 0362-4331. 2019년 7월 2일에 원본 문서에서 보존된 문서. 2019년 7월 2일에 확인함.
225. ↑  Lovgren, Stefan (2006년 3월 24일). “Cold War 'Time Capsule' Found in Brooklyn Bridge”. 《내셔널 지오그래픽 뉴스》. 2006년 4월 11일에 원본 문서에서 보존된 문서. 2010년 2월 20일에 확인함.
226. ↑  Eckenberg), William C. (1951년 4월 11일). “War Barricades Set up on Bridges; City Prepares to Protect Its Bridges Against Sabotage”. 《The New York Times》 (미국 영어). ISSN 0362-4331. 2019년 7월 2일에 원본 문서에서 보존된 문서. 2019년 7월 2일에 확인함.
227. ↑  “Planning to Give the City a Clearer View of Its Famed Brooklyn Bridge”. 《The New York Times》 (미국 영어). 1944년 6월 5일. ISSN 0362-4331. 2019년 7월 2일에 원본 문서에서 보존된 문서. 2019년 7월 2일에 확인함.
228. ↑  “3-Level Road Link In Brooklyn Open; Downtown Congestion Eased by $12,000,000 Section of 11-Mile Expressway”. 《The New York Times》 (미국 영어). 1954년 6월 23일. ISSN 0362-4331. 2019년 6월 30일에 원본 문서에서 보존된 문서. 2019년 6월 30일에 확인함.
229. ↑  “New Entrance Ready For Brooklyn Bridge”. 《The New York Times》 (미국 영어). 1959년 1월 11일. ISSN 0362-4331. 2019년 7월 4일에 원본 문서에서 보존된 문서. 2019년 7월 4일에 확인함.
230. ↑  “2d Widened Adams Street Section Ready”. 《New York Daily News》. 1955년 7월 6일. 53면. 2024년 1월 25일에 원본 문서에서 보존된 문서. 2019년 7월 3일에 확인함 – newspapers.com 경유.
231. ↑  “New Traffic Link in the Heart of Brooklyn Is Opened”. 《The New York Times》 (미국 영어). 1955년 7월 7일. ISSN 0362-4331. 2019년 7월 4일에 원본 문서에서 보존된 문서. 2019년 7월 4일에 확인함.
232. ↑  “Wide Bridge Link Set for Brooklyn; Fulton Street-Atlantic Ave. Stretch to Be Rebuilt to Ease Traffic Jams”. 《The New York Times》 (미국 영어). 1954년 11월 5일. ISSN 0362-4331. 2019년 7월 4일에 원본 문서에서 보존된 문서. 2019년 7월 4일에 확인함.
233. ↑  “Brooklyn To Open New Courthouse; Mayor and Judges to Speak Tomorrow at Dedication of $18,327,500 Building”. 《The New York Times》 (미국 영어). 1959년 1월 4일. ISSN 0362-4331. 2019년 7월 4일에 원본 문서에서 보존된 문서. 2019년 7월 4일에 확인함.
234. ↑  Benjamin, Philip (1958년 5월 24일). “Brooklyn Bridge Marks 75th Year; Once Hailed as '8th Wonder of World,' It Still Is Most Famous Span on Earth Recent Cleaning Job Proved Towers to Be Pink and Tan Instead of Black Brooklyn Bridge Is 75 Today, Still the Most Famous on Earth”. 《The New York Times》 (미국 영어). ISSN 0362-4331. 2019년 7월 4일에 원본 문서에서 보존된 문서. 2019년 7월 4일에 확인함.
235. ↑  “Brooklyn Repairs Bridge Anchorage”. 《The New York Times》 (미국 영어). 1959년 7월 23일. ISSN 0362-4331. 2019년 7월 4일에 원본 문서에서 보존된 문서. 2019년 7월 4일에 확인함.
236. ↑  “Plan Marks Doom Of World Building; Commission Approves Wagner's $5,266,000 Street Layout for Bridge Approaches”. 《The New York Times》 (미국 영어). 1953년 1월 8일. ISSN 0362-4331. 2021년 3월 8일에 원본 문서에서 보존된 문서. 2019년 7월 4일에 확인함.
237. ↑  “Slum Move Deadlines Set”. 《New York Daily News》. 1957년 1월 27일. 321면. 2024년 1월 25일에 원본 문서에서 보존된 문서. 2019년 7월 3일에 확인함 – newspapers.com 경유.
238. ↑  “Plaza Job Started at Brooklyn Bridge”. 《The New York Times》 (미국 영어). 1956년 12월 18일. ISSN 0362-4331. 2020년 10월 9일에 원본 문서에서 보존된 문서. 2019년 7월 4일에 확인함.
239. ↑  “Work Is Starting on Brooklyn Bridge Southwest, A Total Renewal”. 《The New York Times》 (미국 영어). 1966년 10월 21일. ISSN 0362-4331. 2019년 7월 4일에 원본 문서에서 보존된 문서. 2019년 7월 4일에 확인함.
240. ↑  “Brooklyn Bridge Will Get Ramps; 2-Year Project Designed to Ease Street Traffic”. 《The New York Times》 (미국 영어). 1965년 9월 4일. ISSN 0362-4331. 2019년 7월 4일에 원본 문서에서 보존된 문서. 2019년 7월 4일에 확인함.
241. ↑  “Brooklyn Bridge Ramp Opened”. 《The New York Times》 (미국 영어). 1968년 4월 17일. ISSN 0362-4331. 2019년 7월 4일에 원본 문서에서 보존된 문서. 2019년 7월 4일에 확인함.
242. ↑  Burks, Edward C. (1969년 6월 22일). “Brooklyn Bridge Getting Ramp to F.D.R. Drive; 1,500-Foot Exit Is Latest in $8.5-Million Series to Relieve Congestion”. 《The New York Times》 (미국 영어). ISSN 0362-4331. 2019년 7월 4일에 원본 문서에서 보존된 문서. 2019년 7월 4일에 확인함.
243. ↑  “Slate New Exit Ramp For Bridge”. 《New York Daily News》. 1970년 5월 21일. 420면. 2024년 1월 25일에 원본 문서에서 보존된 문서. 2019년 7월 5일에 확인함 – newspapers.com 경유.
244. ↑  “Silver in Hair of 'Lady of Night'”. 《New York Daily News》. 1972년 9월 4일. 233면. 2024년 1월 25일에 원본 문서에서 보존된 문서. 2019년 7월 5일에 확인함 – newspapers.com 경유.
245. ↑  Sims, Calvin (1988년 4월 17일). “Bridge Troubles Provide A Case Study of Neglect”. 《The New York Times》 (미국 영어). ISSN 0362-4331. 2019년 7월 5일에 원본 문서에서 보존된 문서. 2019년 7월 5일에 확인함.
246. ↑  “Newspaper Vans Lose Right to Use Brooklyn Bridge”. 《The New York Times》 (미국 영어). 1974년 1월 27일. ISSN 0362-4331. 2019년 7월 5일에 원본 문서에서 보존된 문서. 2019년 7월 5일에 확인함.
247. ↑  Lichtenstein, Grace (1978년 3월 27일). “New York Bridges Aren't Falling, But Some Are Crumbling”. 《The New York Times》 (미국 영어). ISSN 0362-4331. 2019년 7월 5일에 원본 문서에서 보존된 문서. 2019년 7월 5일에 확인함.
248. 1 2  Goldman, Ari L. (1981년 6월 30일). “Brooklyn Bridge to Get New Set of Steel Cables”. 《The New York Times》 (미국 영어). ISSN 0362-4331. 2019년 7월 5일에 원본 문서에서 보존된 문서. 2019년 7월 5일에 확인함.
249. ↑  Lieberman, Mark (1980년 10월 21일). “Rotting B'klyn Bridge May Face Closing”. 《New York Daily News》. 58면. 2024년 1월 25일에 원본 문서에서 보존된 문서. 2019년 7월 5일에 확인함 – newspapers.com 경유.
250. ↑  Saxon, Wolfgang (1981년 6월 29일). “2 Steel Cables Snap on Brooklyn Bridge”. 《The New York Times》 (미국 영어). ISSN 0362-4331. 2018년 2월 21일에 원본 문서에서 보존된 문서. 2019년 6월 18일에 확인함.
251. 1 2  Steele, Ned (1981년 6월 30일). “Troubled Waters for Bridges”. 《New York Daily News》. 5, 55면  – newspapers.com 경유.
252. ↑  Sullivan, Sheila (1981년 7월 6일). “Another Cable Snag on Brooklyn Bridge”. 《New York Daily News》. 155면. 2024년 1월 25일에 원본 문서에서 보존된 문서. 2019년 6월 18일에 확인함 – newspapers.com 경유.
253. ↑  “The City; Bridge Entrance Shut in Brooklyn”. 《The New York Times》 (미국 영어). 1985년 1월 4일. ISSN 0362-4331. 2019년 7월 5일에 원본 문서에서 보존된 문서. 2019년 7월 5일에 확인함.
254. ↑  Brooklyn Bridge Promenade Recommendation Report 2016, 5쪽.
255. ↑  Copage, Eric V. (1982년 9월 20일). “Lighting Pact to Help Brighten Bridge”. 《New York Daily News》. 74면. 2024년 1월 25일에 원본 문서에서 보존된 문서. 2019년 6월 18일에 확인함 – newspapers.com 경유.
256. ↑  Mitchell, Alison (1992년 9월 2일). “High Lead Levels Found Near 3 East River Bridges”. 《The New York Times》 (미국 영어). ISSN 0362-4331. 2019년 7월 8일에 원본 문서에서 보존된 문서. 2019년 7월 8일에 확인함.
257. ↑  Lueck, Thomas J. (1999년 2월 5일). “As Concrete Falls, City Moves to Fix Brooklyn Bridge”. 《The New York Times》 (미국 영어). ISSN 0362-4331. 2019년 7월 5일에 원본 문서에서 보존된 문서. 2019년 7월 5일에 확인함.
258. ↑  Rutenberg, James (1999년 2월 4일). “Bridge Fixup”. 《New York Daily News》. 605면. 2024년 1월 25일에 원본 문서에서 보존된 문서. 2019년 7월 5일에 확인함 – newspapers.com 경유.
259. ↑  Buckley, Cara (2007년 9월 24일). “Chinatown Residents Frustrated Over Street Closed Since 9/11”. 《The New York Times》 (미국 영어). ISSN 0362-4331. 2019년 6월 29일에 원본 문서에서 보존된 문서. 2019년 7월 4일에 확인함.
260. ↑  Chan, Erin (2003년 8월 24일). “Neighborhood Report: New York Waterfront; East River Bridges Are Missing Strings of Pearls”. 《The New York Times》 (미국 영어). ISSN 0362-4331. 2019년 7월 6일에 원본 문서에서 보존된 문서. 2019년 7월 5일에 확인함.
261. ↑  Feuer, Alan (2003년 11월 1일). “Bridges' 'Necklace Lights' to Return”. 《The New York Times》 (미국 영어). ISSN 0362-4331. 2017년 12월 28일에 원본 문서에서 보존된 문서. 2019년 7월 8일에 확인함.
262. ↑  Chan, Sewell (2007년 8월 2일). “Brooklyn Bridge Is One of 3 With Poor Rating”. 《City Room》 (미국 영어). 2019년 6월 26일에 원본 문서에서 보존된 문서. 2019년 7월 8일에 확인함.
263. ↑  Chan, Sewell (2007년 9월 17일). “Brooklyn Bridge Is Safe, City Insists”. 《City Room》 (미국 영어). 2019년 7월 8일에 원본 문서에서 보존된 문서. 2019년 7월 8일에 확인함.
264. 1 2 3  “Brooklyn Bridge Construction Starts Aug. 23, Keeping Manhattan-Bound Lanes Closed Nights till 2014”. 《New York Daily News》. 2012년 10월 29일에 원본 문서에서 보존된 문서. 2012년 9월 11일에 확인함.
265. ↑  Briquelet, Kate (2011년 11월 18일). “Paint fumes from Brooklyn Bridge have locals breathing uneasy”. 《Brooklyn Paper》. 2020년 1월 26일에 원본 문서에서 보존된 문서. 2020년 1월 26일에 확인함.
266. ↑  “Rebuilding the Bridge”. New York City Department of Transportation. 2011년 10월 3일에 원본 문서에서 보존된 문서. 2012년 9월 11일에 확인함.
267. ↑  “Rebuilding the Bridge — Brochure” (PDF). New York City Department of Transportation. 2010년 6월 3일에 원본 문서 (PDF)에서 보존된 문서. 2014년 9월 9일에 확인함.
268. ↑  “Brooklyn Bridge Rehabilitation Spring 2014 Newsletter” (PDF). New York City Department of Transportation. 2021년 1월 21일에 원본 문서 (PDF)에서 보존된 문서. 2014년 9월 9일에 확인함.
269. 1 2  Sugar, Rachel (2016년 11월 11일). “Projected Brooklyn Bridge repair costs have more than doubled”. 《Curbed NY》. 2020년 1월 26일에 원본 문서에서 보존된 문서. 2020년 1월 26일에 확인함.
270. ↑  Hu, Winnie (2016년 8월 8일). “Brooklyn Bridge, The 'Times Square in the Sky,' May Get an Expansion”. 《The New York Times》 (미국 영어). ISSN 0362-4331. 2021년 3월 8일에 원본 문서에서 보존된 문서. 2016년 8월 8일에 확인함.
271. ↑  Hu, Winnie (2017년 5월 9일). “Finally, An Entrance Worthy of the Brooklyn Bridge”. 《The New York Times》 (미국 영어). ISSN 0362-4331. 2021년 1월 30일에 원본 문서에서 보존된 문서. 2017년 5월 10일에 확인함.
272. ↑  Mixson, Colin (2016년 5월 2일). “No sleep until 2022: Work on Brooklyn Bridge, begun in 2010, will continue until 2022”. 《더 빌리저》. 2020년 1월 26일에 원본 문서에서 보존된 문서. 2020년 1월 26일에 확인함.
273. ↑  Croghan, Lore (2018년 7월 10일). “Landmarks Preservation Commission Approves Brooklyn Bridge Archway Renovations”. 《Brooklyn Daily Eagle》. 2018년 12월 15일에 원본 문서에서 보존된 문서. 2018년 12월 12일에 확인함.
274. ↑  Barone, Vincent (2018년 12월 11일). “$25M in Federal Funds for Brooklyn Bridge Rehab”. 《am New York》. 2018년 12월 12일에 원본 문서에서 보존된 문서. 2018년 12월 12일에 확인함.
275. ↑  O'Connell-Domenech, Alejandra (2019년 7월 1일). “Brooklyn Bridge renovations to start this fall”. 《The Villager》. 2020년 1월 26일에 원본 문서에서 보존된 문서. 2020년 1월 26일에 확인함.
276. ↑  Hu, Winnie (2023년 4월 16일). “The Brooklyn Bridge Gets a Facial”. 《The New York Times》 (미국 영어). ISSN 0362-4331. 2023년 4월 23일에 원본 문서에서 보존된 문서. 2023년 4월 23일에 확인함.